# Morning Musume
Morning Musume ou Morning Musume。 (モーニング娘。, Mōningu Musume, le « point japonais » 。muet faisant partie de la transcription officielle), ou en abrégé Mōmusu (モー娘。), alias Zǎoān Shàonǚ Zǔ (ch. trad. : 早安少女組。) en Chine, est un groupe féminin de J-pop du Hello! Project à l'effectif changeant, édité par le label Zetima de la société Up-Front au Japon. À partir de 2014, l'année actuelle est désormais ajoutée à la fin du nom du groupe, d'abord sous la forme « Morning Musume '14 » (モーニング娘。’14, prononcé « one four ») en 2014, puis « Morning Musume '15 » (« one five ») en 2015, « Morning Musume '16 » (« one six ») en 2016, « Morning Musume '17 » (« one seven ») en 2017, « Morning Musume '18 » (« one eight ») en 2018, « Morning Musume '19 » (« one nine ») en 2019...

## Présentation

### Introduction

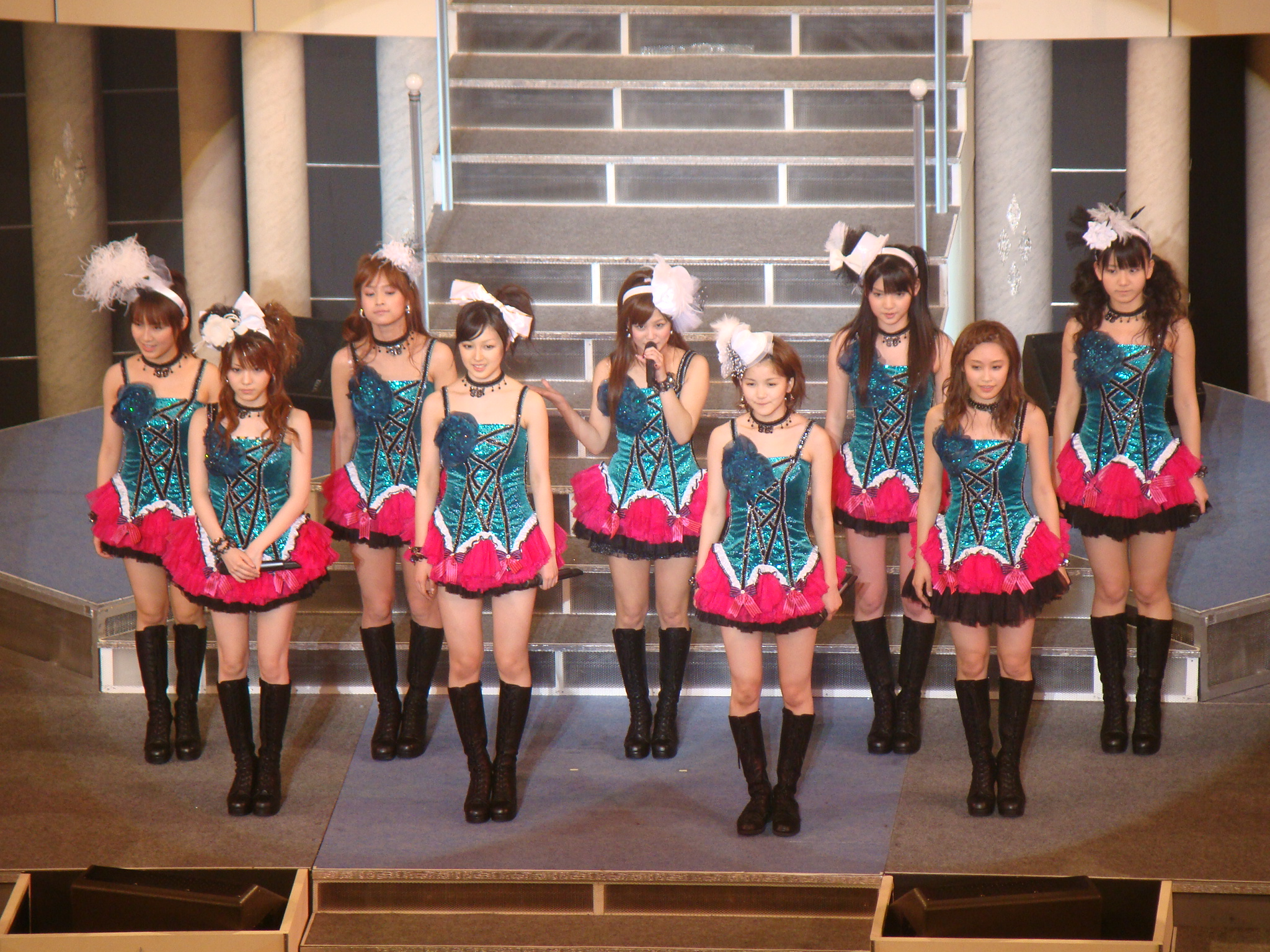
L'effectif du groupe fin 2009, la plus longue formation stable de son histoire.

Le groupe Morning Musume est créé en 1997 par le producteur et compositeur Tsunku, avec cinq finalistes malheureuses d'un concours de chant télévisé pour l'émission télévisée Asayan, plus tard désignées comme la « première génération », auxquelles s'ajouteront de nouveaux membres au fil des ans et des nouvelles « générations ». Toutes sont des idols (de jeunes artistes à l'image innocente), pour un total de 41 en vingt ans et quatorze générations (en 2018). L'effectif du groupe change donc constamment, mais demeure réduit du fait de départs réguliers, les sotsugyō ou graduations. Le groupe sera resté cependant stable durant deux ans et demi, de mi-2007 à fin 2009.
La popularité de Morning Musume explose en 1999 avec le single Love Machine, et se maintient à un très haut niveau durant les deux années suivantes, notamment avec le succès de son premier best-of en 2001, avant de décliner lentement mais sûrement, non sans avoir battu des records de longévité et de ventes de disques au Japon. Le groupe est la vedette de sa propre émission télévisée dominicale de 2000 à 2008, Hello! Morning (renommée Haromoni@ en 2007, arrêtée en octobre 2008), ainsi que de films pour le cinéma et la télévision, de comédies musicales, de concerts, de spectacles sportifs, de shows télévisés, et apparaît dans de nombreuses publicités pour d'autres marques. Son image et celle de chacun de ses membres sont exploitées dans de nombreux produits dérivés, livres de photos, calendriers, cartes à collectionner, jeux vidéo, figurines et gadgets divers.
Morning Musume, dont le succès s'étend en Asie, tente de s'ouvrir au marché chinois en intégrant deux ressortissantes de ce pays en 2007, les premières membres étrangères à rejoindre le groupe ; elles le quitteront cependant fin 2010.

### Structure

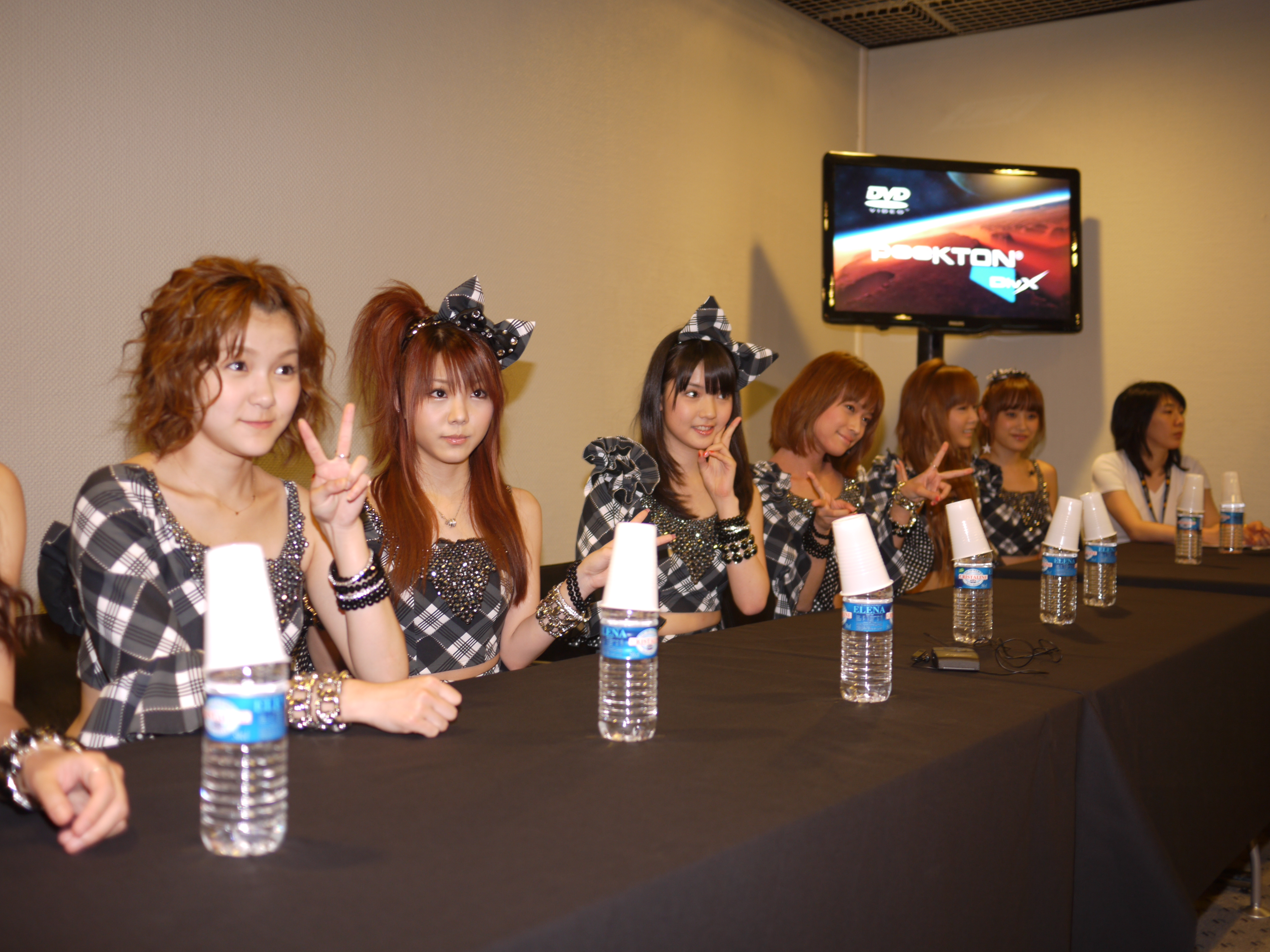
Le groupe à Paris en 2010 (JE) (Mitsui, Tanaka, Michishige, etc.)

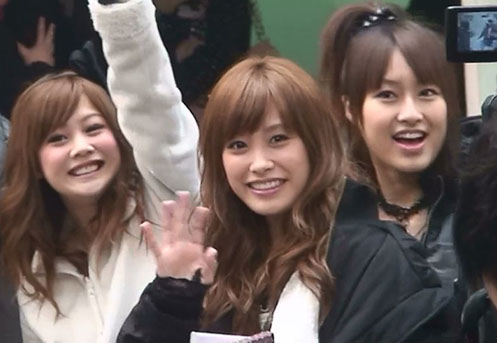
Membres en visite à Pékin en 2009 (Niigaki, Takahashi, Lin Lin).

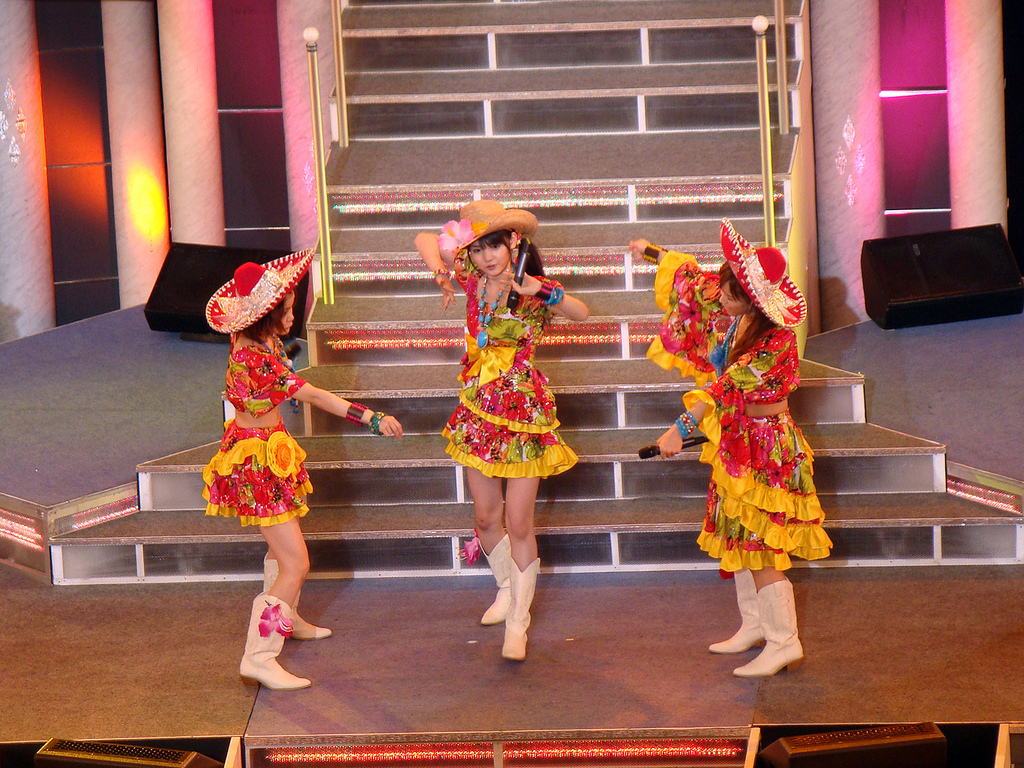
Exemple de costumes de scène.

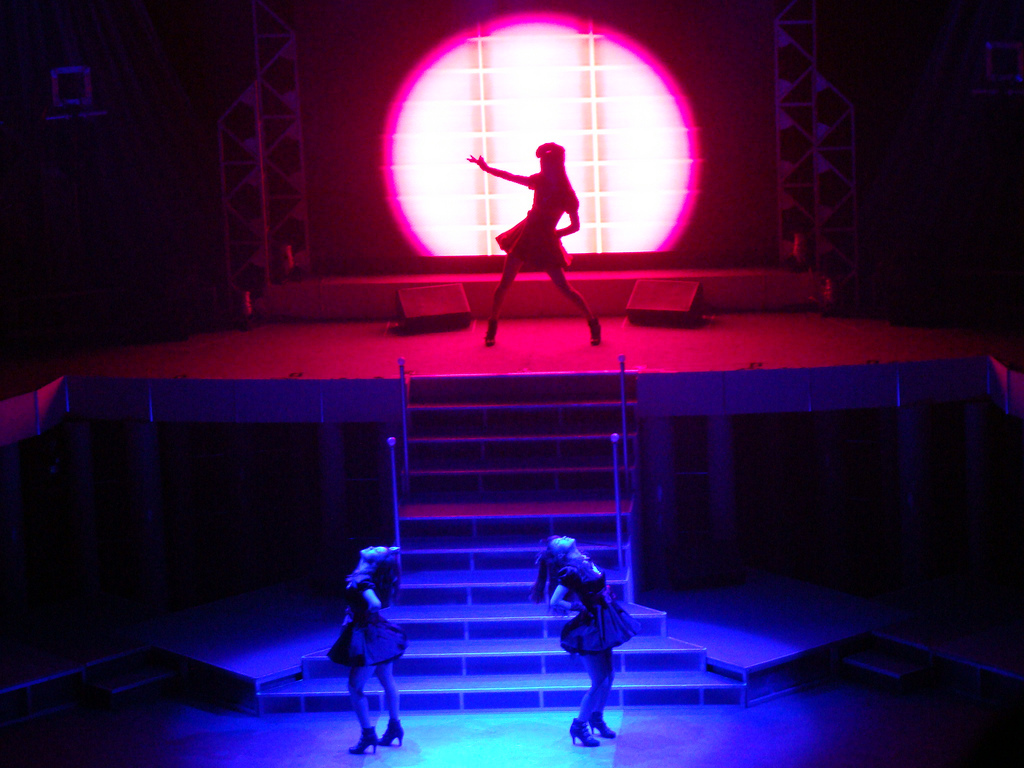
Exemple de mise en scène.

Le concept du groupe s'inspire de celui d'Onyanko Club qui connut le succès au milieu des années 1980 avec ses propres sous-groupes, solistes, formations changeantes, graduations, auditions, shows TV… et dont s'inspirent aussi d'autres formations, comme Tokyo Performance Doll et Osaka Performance Doll dans les années 1990, ou AKB48 du même producteur dans les années 2000.
Morning Musume évolue régulièrement en accueillant de nouveaux membres venant de tout le Japon à l'occasion d'auditions nationales lancées à grand renfort de publicité. Les filles choisies sont ainsi réparties par génération. D'autres membres quittent le groupe pour des raisons personnelles ou pour entamer une carrière en solo ou au sein d'un autre groupe du H!P, en général après des cérémonies d'adieu lors de certains concerts, les sotsugyō ou graduations (traduction anglaise adoptée par certains fans francophones; littéralement: cérémonie de remise de diplôme de fin d'étude). Ces départs sont toujours présentés comme volontaires, jamais comme des renvois éventuels. Seules deux membres durent démissionner du groupe pour avoir enfreint la règle officieuse interdisant les liaisons sentimentales ou les comportements scandaleux, à la suite de la publication dans la presse de photos volées jugées choquantes pour leurs fans: Mari Yaguchi en 2005, et Miki Fujimoto en 2007. Toutes deux étaient cependant restées au sein du H!P, mais dans un rôle bien moindre, n'ayant quasiment plus enregistré aucun disque depuis leur départ du groupe.
Des sous-groupes sont créés en parallèle durant les premières années, constitués de membres des Morning Musume, parfois rejointes par d'autres chanteuses du Hello! Project: Tanpopo (1998-2003), Petit Moni (1999-2003), et Mini Moni (2000-2004) qui connaît un grand succès auprès des enfants. Fin 2002, Morning Musume est séparé en deux formations distinctes le temps d'une publicité pour les biscuits Pocky : neuf des membres formant Pocky Girls, et les quatre autres Venus Mousse, avec leur propre chanson. Fin 2003, Tsunku annonce cette fois la séparation du groupe en deux unités distinctes, Morning Musume Otome Gumi et Morning Musume Sakura Gumi, avec chacune ses propres singles et tournées indépendantes ; mais le concept sera rapidement abandonné et le groupe réunifié. Un autre groupe est créé temporairement en 2007 le temps de deux singles pour célébrer les dix ans des Morning Musume, Morning Musume Tanjou 10nen Kinentai, constitué de cinq membres et ex-membres de générations impaires. En 2010, le groupe au complet forme l'unité Muten Musume le temps d'un single pour faire la promotion d'une chaîne de restaurants à sushi, Kura Corpo.
Certains membres mènent aussi une carrière en solo parallèlement à leurs activités avec les Morning Musume, telles Yūko Nakazawa à ses débuts, ou Koharu Kusumi dans le cadre d'une série anime. D'autres participent aussi à des groupes provisoires créés le temps d'un ou deux singles et constitués de chanteuses appartenant à divers groupes du H!P ou en solo. La plupart des ex-membres, dites « Morning Musume OG » (pour Old Girl dans le sens japonais de ex-étudiante ou ex-employée, ici ex-membre d'un groupe), exercent encore diverses activités artistiques dans le cadre du H!P, mais leur agence annonce fin 2008 leur graduation générale du H!P pour le 31 mars 2009, avec toutes les autres anciennes du Elder Club, causant l'émoi de leurs fans. Elles continuent désormais leurs carrières artistiques hors du H!P depuis avril 2009, mais toujours au sein de la compagnie mère Up-Front, bénéficiant désormais d'un site web et fan-club attitré en commun, le M-line club. Dix d'entre elles forment en janvier 2011 le groupe Dream Morning Musume, reprenant des titres de leur ancien groupe.

## Histoire

### En 1997
En septembre, les membres du groupe Sharam Q, dont son chanteur Tsunku, utilisent l'émission télévisée de recherche de jeunes talents Asayan, présentée par le populaire duo Ninety Nine, pour trouver une chanteuse à produire en solo. Sur les onze finalistes, c'est Michiyo Heike qui est finalement sélectionnée, mais Tsunku décide de donner leur chance à cinq autres candidates en formant leur propre groupe, qu'il nomme Morning Musume (« filles du matin ») en référence selon lui aux employées servant le petit déjeuner dans les hôtels. Du fait de cette création particulière, celui-ci se retrouve donc composé de membres avec une importante différence d'âge (douze ans d'écart entre la plus jeune et la plus âgée, fait inhabituel pour ce type de groupe produit dans le genre idol) : Yūko Nakazawa (24 ans), Aya Ishiguro (19 ans), Kaori Iida (16 ans), Natsumi Abe (16 ans) et Asuka Fukuda (12 ans), qui seront plus tard désignées comme la « première génération » du groupe.
Tsunku leur propose le défi de vendre les 50 000 exemplaires d'un premier single produit en indépendant, Ai no Tane, avec la promesse de produire le groupe sur un label « major » en cas de réussite. L'émission Asayan filme la création du groupe, l'entraînement des chanteuses, l'enregistrement du disque, et les démarches des cinq membres pour le promouvoir et le vendre lors de cinq rencontres avec le public, une par semaine pendant le mois de novembre. Poussé par la popularité de l'émission, le groupe vend la totalité des disques produits en quatre rencontres, et est signé sur le label Zetima de la compagnie de média Up-Front.

### 1998:2egénération,1ersingle officiel et Morning Musume «meilleur nouvel artiste».
Le premier single officiel du groupe, Morning Coffee (avec Ai no Tane en « face B »), écrit et composé comme les suivants par Tsunku lui-même, sort en janvier et se classe dans le top 10 du classement des ventes de l'oricon (comme tous les singles suivants du groupe, pendant au moins la quinzaine d'années suivante) ; ce sera le seul disque de la formation originale à cinq membres. Bien que de par son âge Yūko Nakazawa soit nommée leader du groupe (« chef », un titre purement honorifique attribué à l'aînée du groupe), c'est Natsumi Abe qui est mise en avant, physiquement comme vocalement, au point d'être rapidement présentée par Tsunku lui-même comme « le visage de Morning Musume ». Dans les mois qui suivent, les cinq membres et Michiyo Heike (lancée de son côté en solo dans un registre plus rock par Hatake, un autre membre de Sharam Q) sont les vedettes d'une série télévisée d'une dizaine d'épisodes (ou drama), Taiyō Musume to Umi (太陽娘と海), diffusée d'avril à juin. Les six chanteuses bénéficient alors d'un fan club commun, d'abord nommé Hello.
En mai, toujours par le biais d'Asayan, trois nouvelles membres sont sélectionnées pour rejoindre le groupe, formant la «2e génération » : Kei Yasuda (17 ans), Mari Yaguchi (15 ans, remarquée par sa petite taille de 1,45 mètre), et Sayaka Ichii (14 ans). Elles débutent avec le second single du groupe, Summer Night Town en mai. En juillet sort le premier album : First Time, « top 4 » des ventes.
Les huit membres et Michiyo Heike sont alors les vedettes de leur premier film, jouant leur propres rôles d’idols dans le film fantaisiste Morning Cop - Daite Hold On Me! qui sort en août, et enregistrent quelques titres inédits pour sa bande originale homonyme. Le single homonyme Daite Hold On Me! qui en est tiré le mois suivant est le premier disque du groupe à se classer no 1 des ventes à l'oricon.
Ce même mois d'août, Yūko Nakazawa est lancée en solo en parallèle au groupe, d'abord dans le genre enka, et sort un premier album solo en fin d'année (elle sortira en solo un ou deux singles par an jusqu'en 2007, et un deuxième album en 2004). En fin d'année, trois autres membres du groupe (Aya Ishiguro, Kaori Iida et Mari Yaguchi) sont sélectionnées dans le cadre d'Asayan pour former en parallèle un premier « sous-groupe » dans un genre musical plus mature : Tanpopo (qui sortira deux albums et une dizaine de singles jusqu'en 2003).
Morning Musume est désigné « meilleur nouvel artiste » de l'année à la 40e cérémonie des Nippon Record Daisho (prix du disque japonais).

### 1999:3egénération et succès commercial avec "Love Machine", départ d'Asuka Fukuda.
Le fan club commun est renommé Hello! Project (H!P), avec l'adjonction de nouveaux groupes produits par Tsunku (Coconuts Musume, Country Musume, Taiyō to Ciscomoon).
En avril, la benjamine Asuka Fukuda quitte Morning Musume et le H!P, à 14 ans. C'est la première graduation (ou sotsugyō) du groupe : les autres membres lui font des adieux larmoyants à la fin de son dernier concert dit « de graduation », cérémonie en public qui sera répétée à chaque départ prévu. Fukuda donne pour explication son désir de continuer ses études, et ne reprendra pas d'activité artistique avant longtemps ; elle déclarera cependant dans un livre ne s'être jamais sentie vraiment intégrée au groupe, à cause de son jeune âge. Elle restera celle qui aura passé le moins de temps dans le groupe (du moins durant la quinzaine d'années suivantes).
En mai sort le premier disque de la formation réduite à sept membres, le single Manatsu no Kōsen, puis en juillet sort le second album du groupe, Second Morning, « top 3 » des ventes.
Une nouvelle audition est lancée par le biais d'Asayan pour recruter deux nouveaux membres pour une « 3e génération ». Une seule est finalement sélectionnée en août : Maki Goto (13 ans), remarquée pour son look kogaru voyant, aux cheveux décolorés, inhabituel chez une fille si jeune en raison des règles strictes imposées en milieu scolaire (celle-ci avait profité de la période des vacances pour adopter ce look). Tsunku en profite pour changer le style musical du groupe, jusque-là plutôt mature, qui interprétera désormais des chansons plus légères et joyeuses ; ses membres bénéficieront aussi dorénavant de costumes coûteux confectionnés pour chaque nouvelle sortie de disque.
En septembre sort le premier (et unique) disque de cette nouvelle formation à huit membres : Love Machine, un énorme succès qui dépasse le million et demi de ventes, soit dix fois plus que celles du single précédent, Furusato ; il restera le single le plus vendu du groupe, dont la popularité explose alors. Un deuxième « sous-groupe » est créé, avec Kei Yasuda, Sayaka Ichii, et la nouvelle, Maki Goto : Petit Moni (ou Pucchi Moni, Moni étant une abréviation phonétique de Morning Musume), qui connaît un grand succès dans la foulée avec son propre single Chokotto Love vendu à plus d'un million d'exemplaires (ce groupe sortira une demi-douzaine de singles et un album jusqu'en 2003).

### 2000:4egénération, le succès continue avec "Koi no Dance Site", départs d'Aya Ishiguro et de Sayaka Ichii.
Début janvier, Aya Ishiguro quitte le groupe et le Hello! Project (désormais un ensemble d'artistes idol), à 21 ans, à ses dires pour reprendre des études ; elle annoncera cependant peu après sa grossesse et son mariage avec le batteur du groupe de rock Luna Sea, état qui aurait été incompatible avec une image et une carrière d'idol. Le premier single de la nouvelle formation à sept membres, Koi no Dance Site, sort le même mois, et rencontre également un grand succès, dépassant le million de ventes, et restera le deuxième single le plus vendu du groupe. Son troisième album qui sort en mars, 3rd -Love Paradise-, est également un succès, « top 2 » des ventes, et restera son album original le plus vendu.
En début d'année est annoncée dans le cadre d'Asayan la création par Tsunku des premières shuffle units, groupes temporaires réunissant en les mélangeant la plupart des membres du Hello! Project : Michiyo Heike et les membres des groupes Morning Musume, Coconuts Musume et Taiyō to Ciscomoon ; ces seize chanteuses sont divisées en trois groupes : Akagumi 4 (comprenant Nakazawa et Goto), Kiiro 5 (comprenant Yasuda et Abe), et Aoiro 7 (comprenant Iida, Yaguchi et Ichii), qui sortiront chacun simultanément leur propre single en mars.
Natsumi Abe, qui reste alors la seule membre a ne pas avoir d'activité de chanteuse en parallèle à Morning Musume hors shuffle unit, enregistre une chanson en solo ; celle-ci ne sort pas en single, mais sert de thème musical à une campagne publicitaire, et figure sur la première compilation du H!P de la série Petit Best, Petit Best ~Ki Ao Aka~ , qui sort en avril et contient également les trois chansons des shuffle unit et deux remix des deux derniers singles de Morning Musume.
À partir d'avril, le groupe est la vedette de sa propre émission télévisée hebdomadaire, Hello! Morning, d'abord présentée par Maki Gotō, avec la participation des autres artistes du H!P (elle sera diffusée tous les dimanches pendant sept ans, ou huit ans et demi si l'on y ajoute la durée d'une autre émission similaire qui lui succédera en 2007).
Le même mois ont lieu de nouvelles auditions dans le cadre d'Asayan pour choisir trois nouvelles membres pour former la « 4e génération » du groupe. Tsunku sélectionne Rika Ishikawa (15 ans), Hitomi Yoshizawa (15 ans), Ai Kago (12 ans, qui restera longtemps dans l'histoire du groupe celle à l'avoir rejoint au plus jeune âge), et à la surprise générale une quatrième membre non prévue à l'origine, Nozomi Tsuji (12 ans). L'écart d'âge entre l'aînée Yūko Nakazawa et les deux fillettes sélectionnées est alors de près de quinze ans.
En mai sort le second film des Morning Musume : Pinch Runner, un film plus réaliste que le précédent, où les membres du groupe interprètent cette fois des personnages de fiction. Les quatre nouvelles membres, pas encore sélectionnées lors du tournage, n'apparaissent que dans une brève scène rajoutée à la fin du film. La nouvelle formation à onze membres sort son premier (et unique) single le même mois : Happy Summer Wedding, à nouveau no 1 des ventes.
Bien qu'elle ait été mise en avant au sein des groupes Petit Moni et Aoiro 7, Sayaka Ichii est à son tour « graduée » à la fin du mois, quittant le groupe et le H!P pour se consacrer à ses études (elle fera un retour artistique l'année suivante, hors H!P). Les nouvelles membres intègreront aussi les sous-groupes en remplacement : Hitomi Yoshizawa remplace Ichii dans Petit Moni, Nozomi Tsuji la remplace dans Aoiro 7 lors des concerts communs du H!P, tandis que Rika Ishikawa et Ai Kago intègrent Tanpopo qui était réduit à un duo depuis le départ de Aya Ishiguro et qui interprétera désormais des chansons plus légères.
En septembre sort le premier disque de la nouvelle formation à dix membres : I Wish, également no 1. À la même époque, le sous-groupe Mini Moni (Moni étant l'abréviation de Morning Musume), est créé informellement en parallèle dans le cadre de l'émission Hello! Morning, composé des trois plus petits membres du groupe : Mari Yaguchi et les deux petites nouvelles Ai Kago et Nozomi Tsuji ; un quatrième membre extérieur au groupe est rajouté en octobre : Mika des Coconuts Musume. Tsunku décide de produire le groupe, et le lancera en janvier suivant, à destination d'un public enfantin (il sortira avec succès deux albums et une douzaine de singles jusqu'en 2004).

### 2001: 5egénération, "The Peace" et départ de Yuko Nakazawa.
En janvier sort la première compilation de Morning Musume, Best! Morning Musume 1, un énorme succès qui dépasse les deux millions de ventes et restera l'album le plus vendu du groupe.
Le même mois, les dix membres sont les héroïnes d'un jeu vidéo pour PlayStation 2, Space Venus, contenant des mini-jeux et des clips vidéos, où est développée une technique innovante de prise de vue à 360° pour visionner des performances du groupe,.
En mars, la populaire Maki Goto débute en parallèle au groupe une carrière en solo avec le single Ai no Bakayarō, no 1 des ventes. En avril, c'est au tour de Yūko Nakazawa d'être graduée et de quitter le groupe, à 27 ans. Contrairement aux trois membres précédemment graduées, elle ne quitte cependant pas le H!P, où elle continue sa carrière en solo. Elle assure désormais la présentation de l'émission Hello! Morning, et joue aussi dans des pièces de théâtre et séries télévisées, notamment dans la populaire série Gokusen l'année suivante. Son poste symbolique de leader du groupe est repris à égalité par Kaori Iida (19 ans, la plus âgée restante de la première génération) et Kei Yasuda (20 ans, la plus âgée du groupe mais issue de la deuxième génération). En plus de Tanpopo, Rika Ishikawa est également « prêtée » à titre provisoire au groupe Country Musume, avec lequel elle enregistrera quelques disques durant les deux années suivantes, sortis sous le nom Country Musume ni Ishikawa Rika (Morning Musume). Les membres participent aussi aux shuffle units de l'année : 3nin Matsuri, 7nin Matsuri, et 10nin Matsuri.
En mai, le groupe joue sa première comédie musicale : Love Century -Yume wa Minakerya Hajimaranai-. En juillet sort le premier et unique single de la nouvelle formation à neuf membres : The Peace!, dont le clip est étrangement filmé dans un décor de toilettes publiques, en réponse supposée à la diffusion pirate d'images de membres filmées à leur insu dans les toilettes de leur agence. En août est sélectionnée une « 5e génération » : Ai Takahashi (14 ans), Asami Konno (14 ans), Makoto Ogawa (13 ans), et Risa Niigaki (12 ans). Le premier single de la formation à treize membres sort en octobre : Mr. Moonlight ~Ai no Big Band~, également no 1, dont le clip est tourné à la manière de la revue Takarazuka, centré sur Hitomi Yoshizawa généralement présentée comme la membre « masculine » du groupe. Les membres du groupe sont les héroïnes d'un téléfilm diffusé durant les fêtes : Morning Musume - Sheishun! Love Stories, reprenant trois histoires classiques différentes dans lesquelles elles jouent séparément, dont une nouvelle adaptation de La Traversée du temps avec Natsumi Abe, Kaori Iida et Ai Kago. En fin d'année, l'ex-membre Sayaka Ichii revient ponctuellement en invitée au H!P pour enregistrer un album de reprises en duo avec Yuko Nakazawa : Folk Songs.

### 2002: Remaniement massif des sous-unités et départ de Maki Goto.
En mars sort finalement après deux ans d'attente le quatrième album original du groupe : 4th Ikimasshoi!, no 1 des ventes, premier album avec les huit membres des deux dernières générations. Les membres jouent séparément dans deux films : quatre d'entre elles dans Nama Tamago, et les autres dans Tokkaekko. Elles participent aussi à un album de reprises de leurs titres à la manière hawaïenne : Hawaiian de Kiku Morning Musume Single Collection, et aux shuffle Units de l'année : Happy 7, Sexy 8, et Odoru 11. Le groupe joue aussi dans sa deuxième comédie musicale, Morning Musume no Musical: Morning Town, et dans la série drama Angel Hearts.
Le groupe est séparé en deux formations distinctes le temps d'une publicité pour les biscuits Pocky : neuf des membres formant Pocky Girls, et les quatre autres Venus Mousse, avec chacune sa propre chanson.
En juillet sort Do it! Now, le dernier single avec Maki Goto, qui sera graduée du groupe en septembre, à 17 ans, pour se consacrer à sa carrière en solo au H!P débutée avec succès (elle y sortira cinq albums et une vingtaine de singles jusqu'en 2007). Au même moment, Tsunku annonce de nombreux changements qui vont bouleverser le Hello! Project, dont le départ symbolique de Michiyo Heike. Concernant le groupe et ses dérivés, outre le départ de Goto, il annonce aussi la future graduation de Kei Yasuda pour l'année suivante, et la refonte des « sous-groupes » où il intègre les membres de la « 5e génération » : Goto et Yasuda sont remplacées au sein de Petit Moni par Makoto Ogawa et par Ayaka de Coconuts Musume ; Kaori Iida, Mari Yaguchi et Ai Kago sont remplacées au sein de Tanpopo par Risa Niigaki, Asami Konno, et Ayumi Shibata de Melon Kinenbi, seule demeurant Rika Ishikawa ; Mari Yaguchi est également remplacée au sein de Mini Moni par Ai Takahashi. Ces changements seront mal vécus par les fans, au point que cette période sera surnommée par eux Halomageddon, en référence à l'armageddon biblique : Tanpopo et Petit Moni seront en effet dissous l'année suivante, et la popularité et les ventes des disques de Morning Musume ne cesseront de baisser depuis le départ de Maki Goto, tout en se maintenant constamment dans le top 10 des ventes de singles.
En octobre sort le premier single de la formation à dix : Koko ni Iruzee!, no 1.
Les membres du groupe jouent à nouveau séparément dans deux autres films qui sortiront en fin d'année : les quatre de Mini Moni (incluant Yaguchi et Takahashi) dans Mini Moni ja Movie: Okashi na Daibōken!, et les autres dans Koinu Dan no Monogatari, entourées des élèves débutantes du Hello! Project Kids créé dans l'année.
L'ex-membre Sayaka Ichii forme son propre groupe Ichii Sayaka in Cubic-Cross, avec Taisei de Sharam Q, qui sort son premier album en novembre, hors H!P mais toujours avec la compagnie Up-Front.

### 2003: 6egénération, sous-groupes et départ de Kei Yasuda.
Une audition pour une « 6e génération » avait été lancée en fin d'année. Tsunku annonce en janvier qu'il intègrera exceptionnellement à cette génération une chanteuse qui a déjà débuté en solo au H!P l'année précédente : Miki Fujimoto (18 ans), dont la carrière solo sera mise en pause à cette occasion, après la sortie de cinq singles et un album en solo. Elle rejoindra le groupe de manière effective en mai, à l'occasion du concert de graduation de Kei Yasuda, avec les trois nouvelles membres sélectionnées lors de l'audition : Eri Kamei (14 ans), Sayumi Michishige (13 ans), et Reina Tanaka (13 ans).
En attendant leur arrivée, en mars sort le cinquième album du groupe, No.5, puis en avril le dernier single avec Kei Yasuda : As For One Day, qui sera le dernier single du groupe à se classer no 1 pendant près de quatre ans. Les membres participent ensuite aux shuffle units de l'année : Salt 5, 7 Air, et 11 Water, et jouent dans une nouvelle comédie musicale : Morning Musume no Musical: Edokko Chushingura. En avril, Kaori Iida sort en parallèle un premier album de reprises en solo ; elle en sortira un second en octobre.
En mai a lieu le concert de graduation de la co-leader Kei Yasuda (22 ans), où apparaissent les nouvelles membres de la « 6e génération ». Durant ce seul concert, le groupe est alors ponctuellement composé de seize membres, la formation la plus nombreuse de son histoire. Kei Yasuda demeure au H!P, mais n'y aura que des activités anecdotiques, sans carrière de chanteuse en solo à la clé contrairement aux autres ex-membres encore sous contrat ; elle assure cependant désormais la présentation de l'émission Hello! Morning à la place de l'ex-membre Yuko Nakazawa. Le rôle de sub-leader (« sous-chef ») secondant le leader (alors Kaori Iida) est pour la première fois attribué, mais à Mari Yaguchi (20 ans), et non à la seconde plus ancienne du groupe Natsumi Abe (21 ans), sa graduation prochaine ayant été annoncée.
En juillet sort le premier single de l'imposante formation à quinze membres : Shabondama (« top 2 »). Makoto Ogawa se blesse à la jambe lors d'une représentation.
En parallèle au groupe, Mari Yaguchi et la nouvelle membre Reina Tanaka vont participer à un projet temporaire avec les élèves du Hello! Project Kids : Yaguchi participe au groupe ZYX qui sortira deux singles dans l'année, tandis que Tanaka participe au groupe Aa! qui en sortira un seul. De même, Miki Fujimoto et Asami Konno sont à leur tour « prêtées » en remplacement de Rika Ishikawa au groupe Country Musume, qui sortira encore trois singles pendant un an sous le nom Country Musume ni Konno to Fujimoto avant d'être mis en sommeil en 2004. Natsumi Abe sort quant à elle son premier single en solo : 22 Sai no Watashi.
Tsunku annonce ensuite la séparation des membres de Morning Musume en deux « demi-groupes » distincts, en parallèle avec les activités du groupe au complet : Morning Musume Otome Gumi avec sept des membres (Kaori Iida, Rika Ishikawa, Nozomi Tsuji, Makoto Ogawa, Miki Fujimoto, Sayumi Michishige, et Reina Tanaka), et Morning Musume Sakura Gumi avec les huit autres (Natsumi Abe, Mari Yaguchi, Hitomi Yoshizawa, Ai Kago, Ai Takahashi, Risa Niigaki, Asami Konno et Eri Kamei). Chaque « demi-groupe » sortira ses propres singles et fera sa propre tournée dans des villes plus petites où le groupe au complet ne passait pas. Le concept durera six mois, et chaque demi-groupe sortira simultanément deux singles fin 2003 et début 2004, en alternance avec les singles du groupe au complet.
Après la séparation de son groupe Ichii Sayaka in Cubic-Cross, l'ex-membre Sayaka Ichii entame une carrière en solo et sort son premier single, hors H!P mais toujours chez Up-Front ; mais elle annoncera l'année suivante sa grossesse, son mariage et son retrait.

### 2004: Départs de Natsumi Abe, d'Ai Kago et de Nozomi Tsuji.
En janvier sort le dernier single avec Natsumi Abe, Ai Araba It's All Right (« top 2 »), qui sera aussi le dernier single du groupe à se vendre à plus de 100 000 exemplaires pendant longtemps (jusqu'à la sortie de One, Two, Three / The Matenrō Show huit ans et demi plus tard). Abe est graduée du groupe le même mois, à 22 ans, pour continuer sa carrière en solo au H!P (elle y sortira une douzaine de singles et trois albums jusqu'en 2008) ; elle prend également à son départ la place de Kei Yasuda en tant que présentatrice de l'émission Hello! Morning. En mars sort la deuxième compilation du groupe, Best! Morning Musume 2 (« top 4 »), qui se vend beaucoup moins que la précédente, et en mai sort le premier single de la nouvelle formation à quatorze membres : Roman ~My Dear Boy~ (« top 4 »).
En mai, l'ex-membre Yuko Nakazawa est l'héroïne d'une série télévisée (ou drama) quotidienne, Home Maker. Le sous-groupe Mini Moni est dissous le même mois, en raison du départ définitif de son membre Mika pour les États-Unis. Deux de ses membres, les deux amies inséparables Ai Kago et Nozomi Tsuji, forment alors le duo W en parallèle à Morning Musume, sortant un premier single en mai et un album de reprises en juin. En juillet, Morning Musume sort le single Joshi Kashimashi Monogatari (« top 3 »), dont chaque couplet présente l'une des membres du groupe, et qui connaîtra différentes versions, adaptées au fil des ans aux nouvelles formations. C'est le dernier single du groupe avec Kago (16 ans) et Tsuji (17 ans), qui sont graduées simultanément le mois suivant pour se consacrer à leur duo W au H!P (il sortira deux albums et six singles en 2004 et 2005).
En parallèle au groupe, Rika Ishikawa et Sayumi Michishige forment aussi un duo plus anecdotique : Eco Moni. Ishikawa crée un scandale mineur en critiquant en privé les fans adultes du groupe, surnommés wota, dont elle dit trouver le comportement en concert ridicule, propos enregistrés dans les coulisses d'un concert et diffusés sans autorisation sur internet. Sa graduation prochaine de Morning Musume est alors annoncée pour l'année suivante. Pour préparer sa future carrière, un autre groupe à l'image plus sexy est formé en parallèle autour d'elle avec deux autres chanteuses du H!P : V-u-den, qui sort son premier single en septembre.
En novembre sort le premier single de la nouvelle formation à douze membres : Namida ga Tomaranai Hōkago (« top 4 »), puis en décembre sortent le sixième album du groupe, Ai no Dai 6 Kan, et un coffret rééditant ses huit premiers singles : Morning Musume Early Single Box. Kaori Iida sort son troisième album en solo en parallèle, après avoir sorti deux singles en solo dans l'année. Tous les membres participent à l'unique shuffle unit de l'année : H.P. All Stars, avec le H!P au complet. L'ex-membre Natsumi Abe, qui s'est rendue coupable d'avoir plagié divers textes pour écrire un livre, est suspendue de toute activité pendant quelques mois en conséquence, et Yuko Nakazawa reprend la place de présentatrice de Hello! Morning.

### 2005: 7egénération "Miracle" et départs de Kaori Iida, de Mari Yaguchi et de Rika Ishikawa.
Une nouvelle audition (Lucky 7) avait été lancée en fin d'année, mais malgré la présélection de six finalistes, Tsunku annonce en janvier à la surprise générale qu'il ne prendra finalement aucune nouvelle membre pour le groupe, n'ayant pas trouvé parmi les finalistes l'« as » qu'il recherchait. En janvier sort The Manpower! (« top 4 »), dernier single avec la leader et dernière membre d'origine Kaori Iida, qui est graduée dans le mois, à 23 ans, après plus de sept années de présence dans le groupe, le record de longévité d'alors ; elle continue officiellement sa carrière en solo au H!P, mais ne sortira qu'un single supplémentaire en fin d'année. L'aînée Mari Yaguchi (22 ans), dernière membre restante des trois premières générations, prend la place de leader du groupe. C'est Hitomi Yoshizawa (19 ans) qui reprend celle de sub-leader, en raison de la graduation prochaine de Rika Ishikawa et de son ancienneté dans le groupe par rapport à Miki Fujimoto, toutes deux ses aînées de quelques mois.
En avril sort le premier single de la formation à onze membres : Osaka Koi no Uta, présenté comme le single de graduation de Rika Ishikawa, prévue pour le mois suivant. Mais peu avant le début de la campagne de promotion du disque, Mari Yaguchi est photographiée par un journal à scandale en compagnie d'un petit ami, l'acteur Shun Oguri, liaison incompatible avec une activité d’idol dévouée à ses seuls fans : elle annonce donc sa démission immédiate du groupe, à 22 ans, et ne participe pas à la campagne de promotion, bien que figurant sur le disque qui n'a pu être modifié en conséquence. Une vidéo d'excuses de sa part sera diffusée à chacune des prestations télévisées du groupe. Elle n'est pas renvoyée du H!P, mais n'y participera quasiment plus ; elle mènera cependant de nombreuses activités médiatiques en dehors du H!P, notamment en tant qu'animatrice à la télévision.
Hitomi Yoshizawa (20 ans), seule membre restante des quatre premières générations, prend la place de leader du groupe. C'est cette fois l'aînée du groupe, Miki Fujimoto de la 6e génération, qui prend celle de sub-leader, et non une des membres de la 5e génération, moins âgées mais plus anciennes dans le groupe. Rika Ishikawa est quant à elle graduée normalement, le mois suivant, à 20 ans, et continue sa carrière au H!P avec son autre groupe V-u-den (qui sortira une dizaine de singles et deux albums jusqu'en 2008) ; elle prend également la place de Yuko Nakazawa à la présentation de Hello! Morning, place qu'elle conservera durant les deux dernières années de diffusion de l’émission.
Une nouvelle audition avait été lancée en début d'année pour une 7e génération ; Tsunku trouve cette fois son « as », en la personne de Koharu Kusumi (12 ans), qui débute avec le single de juillet : Iroppoi Jirettai. En septembre, le groupe part rencontrer ses fans à Hong Kong. Seules trois des membres participent ensuite aux shuffle Units de l'année : Elegies (avec Ai Takahashi et Reina Tanaka), Sexy Otonajan (avec Miki Fujimoto), et Puripuri Pink (sans membres actives). En toute fin d'année, les neuf ex-membres faisant encore partie du H!P (Mari Yaguchi, Kaori Iida, Natsumi Abe, Yuko Nakazawa, Ai Kago, Nozomi Tsuji, Rika Ishikawa, Maki Goto, et Kei Yasuda) rejoignent ponctuellement les dix membres actuels du groupe sur la scène de l'émission télévisée Kōhaku Uta Gassen pour interpréter leur ancien tube Love Machine.

### 2006: Départs d'Asami Konno et de Makoto Ogawa.
En février sort le 7e album du groupe : Rainbow 7. Au même moment, son ex-membre Ai Kago (18 ans) est photographiée par un journal à scandale dans un restaurant en train de fumer, acte illégal au Japon pour les mineurs de moins de 20 ans et incompatible avec l'image qu'une idol doit donner, causant un scandale médiatique. En conséquence, elle est suspendue de toute activité pour une durée indéterminée par l'agence Up-Front, entraînant la mise en pause de son duo W.
En février et mars, l'ex-membre Mari Yaguchi est l'héroïne d'une série télévisée quotidienne, Sento no Musume. La nouvelle membre Koharu Kusumi est quant à elle choisie pour doubler à partir d'avril l'héroïne d'une série anime, Kirarin Revolution (alias Kilari en France), acquérant une certaine popularité. Dans le cadre de cette série, elle sort en parallèle au groupe son premier disque en solo en juillet : Koi☆Kana, en tant que Tsukishima Kirari starring Kusumi Koharu (Morning Musume) (elle en sortira une dizaine d'autres jusqu'à la fin de la série en 2009).
Les graduations quasi simultanées de Asami Konno et Makoto Ogawa sont annoncées pour l'été, après la sortie de leur dernier single en juin : Ambitious! Yashinteki de Ii Jan. Asami Konno est graduée en juillet, à 19 ans, annonçant quitter le H!P définitivement pour continuer ses études (elle y fera cependant un retour surprise dès l'année suivante). Le mois suivant, à l'issue de la nouvelle comédie musicale du groupe, Ribbon no Kishi, où Ai Takahashi tient le rôle de la princesse Saphir, Makoto Ogawa est à son tour graduée pour continuer ses études à l'étranger, tout en précisant ne prendre qu'un congé temporaire du H!P (elle y reviendra effectivement en 2008, mais n'y aura quasiment plus aucune activité).
À partir de septembre, Miki Fujimoto participe en parallèle au duo GAM avec son amie Aya Matsura, soliste du H!P (le duo sortira quatre singles et un album pendant un an).
Morning Musume retrouve le sommet des classements en novembre avec le premier single de cette nouvelle formation à huit membres : Aruiteru. Un mini-album spécial sort aussi en fin d'année : 7.5 Fuyu Fuyu Morning Musume Mini!. Une nouvelle audition (Happy 8) pour une « 8e génération » avait été lancée en milieu d'année, au terme de laquelle une seule nouvelle membre est choisie en décembre : Aika Mitsui (13 ans).

### 2007: 8egénération, départ de Hitomi Yoshizawa et démission de Miki Fujimoto.
En janvier, un groupe spécial est créé avec des membres et ex-membres du groupe, pour fêter ses dix ans d'existence : Morning Musume Tanjō 10nen Kinentai, avec Kaori Iida, Natsumi Abe, Maki Goto, Risa Niigaki, et Koharu Kusumi ; il sortira deux singles dans l'année. En février sort le premier single de la nouvelle formation à neuf membres de Morning Musume : Egao Yes Nude (« top 4 »), suivi d'un huitième album original en mars : Sexy 8 Beat.
Ce même mois de mars, Tsunku annonce à la surprise générale l'intégration prochaine en tant qu'« étudiantes étrangères » rattachées à la « 8e génération » de deux nouvelles membres sélectionnées en Chine, dans le but avoué de s'ouvrir au marché chinois : Jun Jun (ou Junjun, 19 ans) et Lin Lin (ou Linlin, 16 ans), les premières membres étrangères du groupe, et les seules avec Miki Fujimoto à ne pas avoir été sélectionnées au cours d'une audition nationale. Elles rejoindront le groupe en juin, à l'occasion de la graduation de Hitomi Yoshizawa.
Alors que l'ex-membre Ai Kago (19 ans), suspendue de toute activité depuis un an, était sur le point de faire son retour au sein du H!P, elle est à nouveau photographiée par un journal à scandales sortant d'un hôtel ryokan en compagnie intime d'un homme beaucoup plus âgé, et fumant encore bien que toujours mineure, causant un nouveau scandale chez ses fans et entraînant cette fois son renvoi définitif d'Up-Front et du H!P en mars, entraînant la dissolution de son duo W (après une nouvelle année de retrait, elle reprendra diverses activités artistiques en 2008 avec une autre agence d'artistes).
Le single Kanashimi Twilight qui sort en avril fait de Morning Musume le groupe féminin ayant vendu le plus de singles au Japon (plus de onze millions), battant l'ancien record du duo Pink Lady dans les années 1970.
Fin avril, l'émission hebdomadaire du groupe, Hello! Morning, s'arrête après sept années d'existence ; elle est cependant remplacée par une nouvelle émission hebdomadaire toujours animée par le groupe, mais plus courte : Haromoni@.
En mai, Hitomi Yoshizawa, leader et dernière membre restante des quatre premières générations, est graduée de Morning Musume, à 22 ans, après un peu plus de sept années de présence dans le groupe, approchant le record de longévité de Kaori Iida ; elle forme au H!P dès le mois suivant un nouveau groupe, Ongaku Gatas, avec entre autres les ex-membres Rika Ishikawa et Asami Konno, cette dernière de retour au H!P à la surprise générale après son départ pourtant annoncé comme définitif l'année précédente. C'est cette fois l'aînée des Morning Musume (et non pas l'aînée de la plus ancienne génération), Miki Fujimoto (22 ans), qui prend la place de leader, rôle qu'elle n'occupe qu'un mois : en effet, début juin, elle est à son tour photographiée par un journal à scandale en compagnie d'un petit ami, comme Mari Yaguchi deux ans auparavant, et elle annonce de la même manière sa démission immédiate du groupe. Elle reste officiellement membre du H!P, mais n'y aura quasiment plus aucune activité. La nouvelle aînée du groupe, Ai Takahashi (20 ans), l'une des deux membres restantes des cinq premières générations, prend la place de leader après avoir brièvement occupé celle de sub-leader ; c'est l'autre membre restante de la 5e génération, Risa Niigaki (18 ans), qui devient sub-leader, bien que plus jeune que la nouvelle membre Jun Jun.
Toujours en juin, c'est l'autre membre du duo W, l'ex-membre Nozomi Tsuji, qui annonce sa grossesse et son mariage, et sa mise en congé du H!P (elle n'y aura elle non plus quasiment plus d'activité) ; elle aura une fille en novembre. En juillet, c'est au tour de l'ex-membre Kaori Iida de faire la même annonce (grossesse et mariage), avec les mêmes conséquences (mise en congé et quasi-inactivité au H!P) ; elle aura un garçon en janvier 2008, mais qui décèdera de maladie dans l'année.
En juillet sort le premier disque de la nouvelle formation à neuf membres avec les deux chinoises : Onna ni Sachi Are (no 2), puis en octobre sort une nouvelle compilation reprenant tous les singles du groupe : Morning Musume All Singles Complete ~10th Anniversary~, que les membres du groupe iront promouvoir en Corée du Sud et à Taïwan.
Cependant, le single Mikan qui sort ensuite en novembre est alors la plus mauvaise vente d'un single du groupe, inférieure même à celle de son premier single indépendant Ai no Tane, et est son premier single à ne pas se classer dans le top 5 des ventes, n'atteignant « que » la sixième place.
En octobre, c'est l'ex-membre Maki Goto qui est à son tour touchée par un scandale : après la nouvelle de l'arrestation de son frère et d'un supposé petit ami pour un vol aggravé, image incompatible avec celle d'une idol, elle annonce son départ du H!P et de la compagnie Up-Front, à 22 ans (après une année de retrait, elle reprendra sa carrière solo au sein d'une autre maison de production, avex group).

### 2008: Début de la Platinum Era.
Fin février, quatre des membres (Ai Takahashi, Eri Kamei, Sayumi Michishige et Reina Tanaka) jouent dans une comédie musicale, Ojigi 30 Degrees. En avril, Aika Mitsui est absente de quelques concerts du groupe pour des raisons de santé.
Après un nouveau single, Resonant Blue (no 3), mieux vendu que le précédent, le groupe donne en mai son premier concert hors du Japon, à Taïwan ; il en donnera deux autres en Corée du Sud et à Shanghai le mois suivant.
En juin, Ai Takahashi et Reina Tanaka participent en parallèle au groupe temporaire High-King. En août, les membres de Morning Musume jouent aux côtés de membres de la revue Takarazuka dans l'adaptation de la comédie musicale américaine Cinderella, avec Ai Takahashi dans le rôle de Cendrillon, Risa Niigaki dans celui du prince, et Eri Kamei et Reina Tanaka dans ceux des deux sœurs.
Fin septembre, l'émission télévisée dominicale du groupe, Haromoni@, est arrêtée après un an et demi d'existence sous cette forme, ou huit ans et demi si l'on inclut sa précédente mouture Hello! Morning. Elle n'est cette fois pas remplacée, mais les membres du groupe continueront d'apparaître dans une nouvelle émission quotidienne courte et tardive qui durera six mois, Yorosen!, aux côtés des deux autres groupes réguliers du H!P, Berryz Kōbō (créé en 2004) et °C-ute (créé en 2005). Le groupe ne sort qu'un autre single cette année-là, Pepper Keibu en septembre (une reprise de Pink Lady), puis un album de reprises, Cover You en novembre. Il n'aura connu aucun changement de formation dans l'année, pour la première fois de sa carrière.
En dehors du H!P, après une année de retrait pour faire oublier leurs scandales respectifs, les ex-membres Ai Kago et Maki Goto reprennent leurs carrières avec de nouvelles agences d'artistes, Kago comme actrice et tarento aux multiples activités, et Goto comme chanteuse pour la compagnie avex avec laquelle elle recommencera à sortir des disques en 2009. En octobre, les ex-membres Hitomi Yoshizawa et Rika Ishikawa forment le duo rock Hangry & Angry en parallèle à Ongaku Gatas, toujours avec la compagnie Up-Front mais cette fois en dehors du H!P, bien que les deux membres en fassent toujours partie individuellement. En fin d'année, le producteur Tsunku annonce pour le 31 mars 2009 la graduation générale hors du H!P de toutes ses chanteuses les plus âgées, dont toutes les ex-membres de Morning Musume, causant l'émoi de leurs fans, qui désigneront souvent l'événement comme un nouvel Halomageddon.

### 2009: Départ de Koharu Kusumi.
Ai Takahashi et Risa Niigaki, arrivées en 2001, battent le record de longévité de Kaori Iida, avec plus de sept années de présence dans le groupe.
En mars sort le 9e album original du groupe : Platinum 9 Disc. Le même mois, la série anime Kirarin Revolution (alias Kilari) se termine, mettant un terme à l'activité parallèle de Koharu Kusumi en tant que Tsukishima Kirari starring Kusumi Koharu (Morning Musume).
À la fin du mois, après un concert d'adieu, a lieu la graduation générale des chanteuses les plus âgées du H!P (les ex-Morning Musume, les ex-V-u-den, Ongaku Gatas, Melon Kinenbi, Aya Matsura, et Yuki Maeda), destinée à rajeunir l'image du H!P en ne conservant que les artistes les plus jeunes. Ces graduées continueront cependant leur carrière artistique hors du H!P, toujours au sein de la compagnie mère Up-Front. Les ex-membres de Morning Musume encore sous contrat bénéficient dès lors d'un site web et d'un fan-club communs, formant ce qu'on appellera désormais le M-line club ; elles y mèneront diverses activités artistiques chacune de leur côté, parfois rassemblées pour des occasions spéciales.
En dehors du H!P, les deux ex-membres Hitomi Yoshizawa et Rika Ishikawa d'Hangry & Angry donnent un concert aux États-Unis en avril lors de la convention Sakura-Con de Seattle, ce qui en fait les premières (ex-)membres du H!P à se produire en Occident, en excluant Hawaii. Elles seront aussi les premières à se produire en Europe, le duo donnant un concert en France en octobre suivant lors de la convention Chibi Japan Expo. L'ex-membre Ai Kago multiplie de son côté les activités, sortant un premier single en solo en juin et tournant dans un film de la série Ju-on, après avoir été l'une des vedettes du film chinois Kung Fu Chefs aux côtés de Sammo Hung.
En mai, Aika Mitsui rejoint en parallèle le groupe temporaire Guardians 4, qui sortira quatre singles dans l'année. Morning Musume se produit à son tour pour la première fois en occident lors de la convention Anime Expo de juillet à Los Angeles, à laquelle sa chanson 3, 2, 1 Breakin' Out (« face B » du précédent single Shōganai Yume Oibito, premier single no 1 du groupe depuis Aruiteru fin 2006) sert de thème officiel.
Les membres participent aussi en juillet à certaines des shuffle units réactivées dans l'année : High-King, Tanpopo#, Zoku V-u-den, Shin Mini Moni, et ZYXα, pour un album commun du H!P : Chanpuru 1. Le même mois, l'ex-membre Miki Fujimoto se marie, mais poursuivra ses activités au sein du M-line club. En août, le groupe célèbre son 40e single : Nanchatte Renai.
En septembre, le producteur Tsunku annonce à la surprise générale la graduation prochaine de Koharu Kusumi, hors du groupe et du Hello! Project, pour le 6 décembre, entre deux séries de concerts, après quatre ans et demi d'activité au sein du H!P, alors qu'elle figure pourtant sur les calendriers 2010 du groupe sortis le mois précédent, et sans qu'aucune réelle raison à ce départ ne soit donnée. En octobre sort donc son dernier single avec le groupe : Kimagure Princess, puis une triple compilation contenant toutes les « faces B » des singles du groupe : Zen Single Coupling Collection.
Le groupe était inhabituellement stable depuis mi-2007, sans changement de formation, sur le modèle des autres groupes réguliers du Hello! Project, Berryz Kōbō et °C-ute. Le départ de Koharu Kusumi le 6 décembre, à 17 ans, marque donc la fin de la plus longue formation stable de l'histoire du groupe, qui aura duré deux ans et demi. Kusumi continue sa carrière avec Up-Front, continuant d'animer l'émission télévisée Oha Suta, et sera intégrée au M-line club en 2010.

### 2010: Départs d'Eri Kamei, Jun Jun et Lin Lin.
En janvier, l'ex-membre Mari Yaguchi, devenue une populaire personnalité de la télévision, sort un single en solo qui sert de générique à la populaire série anime One Piece.
En février sort le premier disque de la nouvelle formation à huit membres : le single Onna ga Medatte Naze Ikenai (« top 5 »), puis le mois suivant sort le dixième album original : 10 My Me.
En mai, le duo Hangry & Angry (les ex-membres Hitomi Yoshizawa et Rika Ishikawa) effectue une mini-tournée européenne de quatre dates, passant par Berlin, Helsinki, Londres et Paris. En juin, les membres de Morning Musume jouent dans une pièce de théâtre, Fashionable.
Le groupe fait ensuite sa première apparition en Europe et en France en juillet, comme invité d’honneur musical de la 11e Japan Expo à Paris du 1er au 4 juillet, donnant un concert payant le 2 juillet.
Après quatre années sans auditions, le producteur Tsunku annonce en août la graduation simultanée de trois des membres pour la fin de l'année : Eri Kamei, Jun Jun et Lin Lin, et la tenue d’une nouvelle audition pour découvrir les futures membres de la 9e génération destinées à les remplacer. En octobre, le groupe se renomme momentanément Muten Musume le temps d'un single spécial, pour faire la promotion d'une chaîne de restaurants à sushi, Kura Corpo.
En novembre, les trois membres restantes de la « 6e génération » (Reina Tanaka, Eri Kamei et Sayumi Michishige) provoquent un scandale mineur en postant sur un blog des photos d'elles se (sur-) bridant les yeux pour selon elles imiter des Coréens, supposés avoir un type différent de bridage (dit tsurime) que les Japonais ; de nombreux lecteurs y voient une moquerie raciste, et l'affaire est mentionnée par plusieurs médias hors du Japon. Les trois membres présentent leurs excuses, et sont suspendues de blog pendant une semaine par leur agence.
Accessoirement, ces trois membres arrivées en 2003 battent elles aussi le précédent record de longévité de Kaori Iida, avec plus de sept années de présence dans le groupe, derrière Ai Takahashi et Risa Niigaki qui ont elles entamé leur neuvième année de présence.
Après un nouveau single en novembre, Onna to Otoko no Lullaby Game, et un onzième album en décembre, Fantasy! Jūichi, les huit membres du groupe jouent leurs propres rôles dans le film Keitai Deka The Movie 3: Morning Musume Kyuushutsu Daisakusen! ~ Pandora no Hako no Himitsu~, qui sortira en salle en février 2011.
Les trois graduations simultanées ont lieu le 15 décembre. Cette triple graduation est une première dans l'histoire du groupe, la seule graduation multiple précédente ayant été celle de Nozomi Tsuji et Ai Kago en 2004. Eri Kamei (21 ans) annonce arrêter ses activités pour soigner une maladie de peau, tandis que Jun Jun (22 ans) et Lin Lin (19 ans), qui avaient toujours été présentées comme des invitées dans le groupe, devraient retourner en Chine. Contrairement à la plupart des ex-membres du groupe, elles ne seront pas intégrées au M-line club. En attendant les résultats de l'audition puis la fin de la formation des futures sélectionnées, le groupe se retrouve provisoirement réduit à cinq membres, comme à ses débuts treize ans auparavant. La chaîne officielle du groupe est ouverte sur YouTube en fin d'année.

### 2011: 9eet 10egénération, revival, départ d'Ai Takahashi.
Le 2 janvier, quatre nouveaux membres sont présentées au public lors d'un concert commun du H!P. Trois sont des débutantes issues de l'audition : Erina Ikuta (13 ans), Riho Sayashi (12 ans, qui était apparue dans la pièce Fashionable en 2010), et Kanon Suzuki (12 ans). Ces deux dernières sont les premières membres à être nées après la création du groupe en 1997 ; elles sont cependant un peu plus âgées que Ai Kago à son arrivée en 2000, qui reste donc alors celle à avoir rejoint le groupe au plus jeune âge. Une rumeur prétendait qu'une élève du Hello Pro Egg allait également être sélectionnée, avançant le nom de You Kikkawa ; la quatrième nouvelle membre s'avère bien être une egg, mais c'est finalement Mizuki Fukumura (14 ans) qui est choisie ; ex-membre du groupe Shugo Chara Egg! en 2009 et 2010, elle devient donc après Miki Fujimoto la seconde membre dans l'histoire du groupe à avoir eu une activité discographique avant son intégration.
La semaine suivante, la future graduation de Ai Takahashi (24 ans) est annoncée pour fin septembre, après dix ans de présence.
Le même mois, dix membres du M-line club (les ex-membres Yuko Nakazawa, Kaori Iida, Natsumi Abe, Kei Yasuda, Mari Yaguchi, Rika Ishikawa, Hitomi Yoshizawa, Makoto Ogawa, Miki Fujimoto, et Koharu Kusumi) forment le groupe Dream Morning Musume, destiné à reprendre des chansons de Morning Musume, avec un album et deux tournées prévus dans l'année. Seules n'y participent pas Nozomi Tsuji qui vient d'avoir son deuxième enfant, et Asami Konno qui met un terme à ses activités artistiques le 31 mars et quitte Up-Front, Ongaku Gatas et le M-line club pour se consacrer à une nouvelle carrière de présentatrice de télévision pour la chaîne TV Tokyo.
En avril sort le premier disque de la nouvelle formation à neuf membres de Morning Musume, intitulé Maji Desu ka Ska!, dont la sortie a été repoussée à cause du séisme de mars. En mai, une nouvelle audition pour une « dixième génération » est annoncée, cinq mois à peine après l'arrivée de la précédente, afin de recruter deux nouvelles membres pour la fin de l'année. En juin sort le deuxième single de la nouvelle formation, deux mois seulement après le précédent, intitulé Only You, dont le clip est visionné plus d'un million de fois sur la chaine YouTube du groupe en trois semaines de diffusion. En juin est annoncé pour le 14 septembre la sortie du 47e single, intitulé Kono Chikyū no Heiwa wo Honki de Negatterun da yo!, dernier single avec Ai Takahashi.
Le 25 août, l'une des nouvelles membres, Erina Ikuta, remplace Saki Ogawa en tant qu'Oha Girl pour participer régulièrement à l'émission télévisée pour enfant Oha Suta et au groupe Oha Girl Maple formé dans le cadre de l'émission, en parallèle à Morning Musume.
En dehors du groupe, l'ex-membre Mari Yaguchi s'est mariée en mai ; elle poursuit cependant sa carrière et sa participation à Dream Morning Musume qui vient alors de sortir son double-album Dreams 1 contenant un disque compilation de titres de Morning Musume. En juillet, les deux ex-membres Rika Ishikawa et Hitomi Yoshizawa sont à nouveau présentes à la Japan Expo de Paris, à la fois en tant que membres de Hangry & Angry et comme représentantes de Dream Morning Musume. Le même mois, l'ex-membre Asami Konno commence à présenter sa propre émission télévisée quotidienne sur la chaîne TV Tokyo. Le 11 septembre, l'ex-membre Ai Kago fait une tentative de suicide sans conséquences après l'arrestation de son compagnon d'alors, soupçonné d'être un yakuza (remise, elle annoncera trois mois plus tard sa grossesse et son mariage). Le lendemain, l'ex-membre Miki Fujimoto annonce sa grossesse et son retrait de la prochaine tournée de Dream Morning Musume en conséquence. À la même époque, l'ex-membre originale Asuka Fukuda fait son retour sur scène après douze ans d'absence, en dehors d'Up-Front, en tant que chanteuse du groupe Peace-Stone (PEACE$TONE) qui sort un premier album en novembre 2011.
Courant 2011, Aika Mitsui est victime d'une fracture de la cheville qui l'empêche de participer à la tournée d'automne de Morning Musume. Le 29 septembre, moins de neuf mois seulement après l'intégration de la neuvième génération, quatre nouvelles membres sont présentées au public lors de l'avant dernier concert du groupe avec Ai Takahashi. Comme la fois précédente, trois sont des débutantes issues de la dernière audition : Haruna Iikubo (16 ans), Ayumi Ishida (14 ans), et Masaki Satō (12 ans) ; la quatrième est à nouveau une élève du Hello Pro Egg, sélectionnée en 2010 : Haruka Kudō (11 ans), le premier membre né après la sortie du tube emblématique du groupe, Love Machine, et qui devient donc celle à l'avoir rejoint au plus jeune âge, battant le « record » de Ai Kago vieux de plus de onze ans.
Ai Takahashi quitte donc le groupe le lendemain, restant quant à elle à 25 ans le deuxième membre le plus âgé à en avoir fait partie, après Yuko Nakazawa âgée de 27 ans à son départ en 2001 ; elle continue sa carrière avec la compagnie mère Up-Front, et est immédiatement intégrée au M-line club. Risa Niigaki, arrivée en même temps qu'elle en 2001 en tant que benjamine du groupe, dernière représentante des cinq premières générations, devient à près de 23 ans l'aînée du groupe et du H!P et lui succède comme nouvelle leader, détenant seule désormais le record de longévité au sein du groupe. Pour une fois, le rôle de sub-leader n'est pas attribué.
En attendant la fin de la formation des quatre nouvelles et leur intégration effective, le groupe est durant le mois d'octobre provisoirement réduit à huit membres, qui participent au groupe provisoire Mobekimasu avec les autres membres actives du Hello! Project. À la fin du mois, le groupe se retrouve finalement composé de douze membres, sa formation la plus nombreuse depuis près de sept ans ; huit d'entre elles ont donc été intégrées en moins d'un an, ce qui n'était pas arrivé depuis sa première année d'existence, 14 ans auparavant.

### 2012: 11egénération et départs de Risa Niigaki et d'Aika Mitsui.
Le 2 janvier, la future graduation de Risa Niigaki (23 ans) est annoncée pour le mois de mai, au terme de la tournée de printemps Ultra Smart du groupe, après près de onze ans de présence. Aucune sub-leader n'ayant été désignée, le doute demeure quant à celle qui lui succédera à la tête du groupe, de la cadette Sayumi Michishige ou de Reina Tanaka, plus jeune de seulement quelques mois mais peut-être plus populaire. Ces deux chanteuses sont les vedettes du drama Sūgaku Joshi Gakuen diffusé à partir de janvier, aux côtés de la plupart des autres membres de Morning Musume et du Hello! Project. Le groupe participe au concert de Dream Morning Musume qui a lieu le 10 mars 2012 au Nippon Budokan de Tokyo.
Le 4 mai, c'est le départ d'Aika Mitsui qui est également annoncé pour le 18 mai suivant, en même temps que Risa Niigaki. Mitsui révèle en effet souffrir d'une anomalie osseuse qui pourrait aggraver sa blessure à la cheville si elle continuait à danser avec le groupe ; elle continuera cependant sa carrière au sein du Hello! Project, désormais en solo, tandis que Niigaki rejoindra à son tour le M-line club en août suivant.
Le 18 mai, durant leur concert de graduation, est annoncé le lancement en juin d'un casting pour une 11e génération de membres. La promotion de Sayumi Michishige au poste de leader du groupe est également officialisée à cette occasion ; arrivées neuf ans auparavant, elle et Reina Tanaka demeurent les seules représentantes des huit premières générations du groupe, et donc les seules à l'avoir rejoint avant 2011.
En juillet 2012 sort le 50e single du groupe, One, Two, Three / The Matenrō Show, le premier vendu à plus de 100 000 exemplaires depuis Ai Araba It's All Right sorti huit ans et demi auparavant, soit plus du double des ventes moyennes des singles sortis durant les sept années précédentes ; les singles qui suivront se vendront tout aussi bien. À cette occasion, le groupe devient le premier artiste à avoir classé ses 50 premiers singles dans le top 10 des ventes hebdomadaires de l'oricon. Cependant, son record du plus grand nombre de singles vendus par un groupe féminin japonais est battu à la même époque par AKB48.
Le 14 septembre 2012, le résultat de l'audition pour la 11e génération du groupe est annoncé ; sur six finalistes, une seule nouvelle membre est choisie : Sakura Oda, 13 ans, elle aussi issue du Hello! Pro Egg (récemment renommé « Hello! Pro Kenshūsei »). En cours de formation, elle ne figure pas sur le single qui sort le mois suivant, Wakuteka Take a Chance.
En juin avait été lancée une audition pour former autour de Reina Tanaka un nouveau groupe. Le 18 novembre, elle présente lors d'un concert les trois filles sélectionnés (une chanteuse et deux guitaristes), et annonce également sa future graduation de Morning Musume et du Hello! Project, qui aura lieu à la fin de la tournée de printemps 2013 du groupe, nommée Morning Musume。Concert Tour 2013 Haru Michishige ☆ Eleven Soul ~Tanaka Reina Sotsugyō Kinen Special~, la dernière date alors annoncée étant le 6 mai. À 23 ans, au terme de 10 ans de présence, elle devrait alors rejoindre le M-line club et se consacrer à son nouveau groupe, Lovendor.
Deux ex-membres ont donné naissance à leur premier enfant, une fille dans les deux cas : Ai Kago le 22 juin, puis Yuko Nakazawa le 25 novembre. En décembre, c'est Kaori Iida qui annonce sur son blog officiel être enceinte pour la seconde fois : elle mettra au monde un garçon en mai 2013.

### 2013: Départ de Reina Tanaka.
Le 23 janvier sort le premier single avec la nouvelle membre Sakura Oda, Help Me!!, qui se vend à plus de 60 000 exemplaires dès le premier jour et qui remporte un disque d'or, le troisième du groupe. En mars, Reina Tanaka commence en parallèle à tourner avec son groupe Lovendor ; c'est finalement le 17 avril que sortira son dernier single avec Morning Musume, Brainstorming / Kimi Sae Ireba Nani mo Iranai, deuxième single « double face A » officiel du groupe après son 50e single One, Two, Three / The Matenrō Show. Le 16 mars 2013, lors du premier concert de la tournée Morning Musume。Concert Tour 2013 Haru Michishige ☆ Eleven Soul ~Tanaka Reina Sotsugyō Kinen Special~ au Olympus Hall Hachiôji, Tsunku annonce le lancement prochain d'une nouvelle audition pour sélectionner de nouveaux membres pour une « douzième génération ».
Le 21 mai, Reina Tanaka quitte effectivement le groupe, à 23 ans, après 10 ans de présence effective. L'aînée Sayumi Michishige reste alors la seule représentante des huit premières générations du groupe, et la seule à l'avoir rejoint avant les années 2010. Pour la première fois, deux membres sont simultanément nommées sub-leaders à la place de Tanaka : Mizuki Fukumura, la plus âgée des membres de la 9e génération, et la cadette du groupe Haruna Iikubo, plus âgée mais arrivée après elle. Le même jour, l'ex-membre Mari Yaguchi est l'objet d'un nouveau scandale médiatique : révélée coupable d'adultère, elle quitte les émissions qu'elle animait, et divorce à la fin du mois.
Début juillet, Tsunku annonce sur son compte Twitter que le prochain single du groupe prévu pour le 28 août serait « risqué ». NHK annonce quelques jours plus tard que pour la 400e émission de J-Melo, Tsunku écrira une chanson pour Morning Musume basée sur les réponses des fans à un questionnaire. En attendant sort le single Wagamama Ki no Mama Ai no Joke / Ai no Gundan, un nouveau « double face A », qui prend la première place au classement Oricon, le troisième no 1 d'affilée pour le groupe.
Fin septembre se terminent les auditions pour trouver les nouvelles membres d'une 12e « génération », mais sur les cinq finalistes, aucune n'est retenue ; Tsunku justifie sa décision en expliquant qu'il aime le groupe tel qu'il est composé actuellement et qu'aucune des finalistes n'a le niveau requis pour y entrer. Le 12 octobre, Sayumi Michishige, sélectionnée en janvier 2003, bat le record de longévité au sein du groupe autrefois détenu par Risa Niigaki. Lors de la 400e de l'émission J-Melo est finalement révélée la chanson écrite à partir des réponses de fans : What is Love.

### 2014: 12egénération et départ de Sayumi Michishige.
En décembre 2013, Tsunku a annoncé qu'à partir de 2014, l'année actuelle sera désormais ajoutée à la fin du nom du groupe, pour permettre de déterminer plus facilement par quelle formation du groupe est interprété chaque disque. Dès le 1er janvier, le groupe est donc (re)nommé « Morning Musume '14 » (モーニング娘。’14, prononcé « Morning Musume one four »), mention qui apparaitra sur chaque disque qui sortira cette année-là, dont le premier single « triple face-A » du groupe Egao no Kimi wa Taiyō sa / Kimi no Kawari wa Iyashinai / What is Love? qui sort à la fin du mois ; les disques de 2015 devraient ainsi être attribués à « Morning Musume '15 » (« one five »), etc.
En février, « Morning Musume '14 » enregistre la chanson Kimi no Kawari wa Iyashinai, thème d'encouragement officiel de la délégation olympique japonaise lors des Jeux olympiques d'hiver de 2014 à Sotchi en Russie ; les membres du groupe participent aussi au projet Nippon! Call Project consistant à soutenir l'équipe japonaise en lui envoyant des messages par téléphone.
Fin mars, le groupe sort un nouveau single « double face-A » nommé Toki wo Koe Sora wo Koe / Password is 0, qui finit lui aussi 1er au classement Oricon, ce qui en fait son 5e single numéro un d'affilée, un record pour le groupe mais aussi pour sa leader Sayumi Michishige. En outre, il est annoncé en avril que Michishige (24 ans et demi) quittera le groupe à l'automne suivant ; Tsunku précise dans un communiqué que cette décision a été prise par la chanteuse, et que de nouveaux membres pourraient être recrutées en fin d'année,.
En mai est annoncé qu'un concert de Morning Musume '14 se déroulera à New York le 5 octobre,. Il aura lieu au Best Buy Theater dans le quartier de Broadway à New York (États-Unis). Cette annonce a été faite par Michishige le 5 mai au cours d'un concert au Japon. Elle a demandé aux fans présents dans la salle de venir les voir aux États-Unis par tous les moyens. Cet événement sera la dernière apparition de la leader du groupe à l’étranger puisque Michishige a annoncé en avril son départ de Morning Musume '14 et du Hello! Project pour l'automne prochain. Le prix est de 42 dollars pour les billets normaux, et de 100 dollars pour les billets VIP. C’est la seconde fois que Morning Musume se produira aux États-Unis après sa participation en tant qu’invité à Anime Expo à Los Angeles en 2009.
Au cours du mois juin, sept des membres (Fukumura, Sayashi, Suzuki, Ishida, Sato, Kudo et Oda) jouent dans une comédie musicale, Lilium -Lilium Shôjo Junketsu Kageki-, avec les membres du groupe affilié S/mileage. En août, la date du concert de graduation de Sayumi est annoncée ; il aura lieu le 26 novembre au Yokohama Arena lors du concert final de la tournée d’automne du groupe. Par ailleurs, un nouveau single est également annoncé le même mois pour sortir en octobre, intitulé Tiki Bun / Shabadabadō / Mikaeri Bijin. Le groupe s'envole ensuite pour Hawaii afin de tourner un nouvel épisode de l'émission vidéo du H!P Alo-Hello!, le dernier avec Michishige.
D'autres annonces sont faites le 14 septembre au cours d’un live organisé au Shinagawa Stellar Ball à Tokyo pour célébrer le 17e anniversaire du groupe : d'une part, la sortie de son 14e album studio intitulé 14 Shō ~The Message~ est prévue pour le 29 octobre ; d'autre part, les membres de la 12e génération seront dévoilés le 30 septembre au cours du concert au Nippon Budokan. Peu après, Michishige annonce notamment aux fans son souhait de suspendre ses activités dans le monde du divertissement après son départ de Morning Musume et du Hello! Project pour une période indéterminée afin de se reposer : elle explique être fatiguée après avoir passé une large partie de sa vie dans le show business ; cette annonce est faite le 20 septembre au cours du premier concert de la tournée Morning Musume ’14 Concert Tour Aki Give Me More Love au stade Harmony Hall Zama.
Les résultats des auditions pour la sélection de nouveaux membres sont donc révélés le 30 septembre au Nippon Budokan au cours d'un concert de la tournée du groupe. Parmi les 8 000 candidates ayant participé aux auditions, quatre sont présentées au public par Michishige pour intégrer Morning Musume dans un futur proche en tant que « 12e génération » du groupe : Haruna Ogata (15 ans), Miki Nonaka (presque 15 ans), Maria Makino (13 ans), et Akane Haga (12 ans), ces deux dernières étant issues du Hello! Pro Kenshūsei. Elles ne devraient débuter de manière effective que début 2015, après une période de formation, le groupe étant renommé « Morning Musume '15 ».
Le 10 octobre sort une compilation spéciale, One Two Three to Zero, afin de commémorer le concert du groupe donné à New York cinq jours auparavant, contenant les chansons parues sur les sept précédents singles, ceux sortis alors que Sayumi Michishige était leader du groupe. Celle-ci, dernière représentante des huit premières « générations », quitte le groupe comme prévu le 26 novembre, après onze ans et demi passés en son sein, battant le précédent record de longévité de Risa Niigaki ; alors âgée de plus de 25 ans, elle reste aussi le deuxième membre le plus âgé à en avoir fait partie, après Yuko Nakazawa âgée de 27 ans à son départ en 2001. Mizuki Fukumura, aînée des membres de la neuvième génération (les plus anciennes restantes), lui succède comme nouvelle leader du groupe ; deux sub-leaders sont désignées : Erina Ikuta, la cadette de la neuvième génération, et Haruna Iikubo, aînée du groupe mais intégrée après elles avec la dixième génération. Le groupe est alors provisoirement réduit à neuf membres, en attendant l'intégration effective des quatre nouvelles. Fin décembre, Kanon Suzuki se rompt un ligament à la cheville droite, l'empêchant de participer au groupe pendant six semaines ; dans le même temps, Masaki Satō se fait une entorse au genou : elle chantera mais ne dansera pas sur scène pendant un temps.

### 2015: Départ de Riho Sayashi.
Le 1er janvier 2015, le groupe est renommé « Morning Musume '15 » (モーニング娘。’15, prononcé « Morning Musume one five »), avec l'adjonction officielle des quatre nouvelles membres de la « 12e génération » (Haruna Ogata, Miki Nonaka, Maria Makino et Akane Haga).
Il est annoncé en février 2015 que le groupe interprétra le titre Ima Koko Kara qui sera la chanson thème du film PreCure All Stars Haru no Carnival♪ (映画プリキュアオールスターズ 春のカーニバル♪) ; les membres Haruna Iikubo, Ayumi Ishida et Sakura Oda ont participé au doublage de certains personnages. Le film sortira au cinéma le 14 mars au Japon. La chanson Ima Koko Kara figure ensuite en tant que co-face A sur le 58e single Seishun Kozō ga Naiteiru / Yūgure wa Ameagari / Ima Koko Kara à sortir le 15 avril suivant. Les quatre membres de la 12e génération y font leur première apparition, le groupe est pour la première fois agrandi à plus de dix membres depuis le départ de Reina Tanaka en mai 2013. Akane Haga déclare que les mélodies des trois chansons sont différentes afin de montrer une nouvelle dimension et la variété du groupe.
Le 1er avril 2015, l'ancienne membre et membre des Dream Morning Musume Makoto Ogawa annonce sur son blog officiel son retrait de la vie artistique pour redevenir une « femme normale ».
Le 4 avril, au cours de la cérémonie de rentrée de l’Université Kinki, le producteur Tsunku♂ annonce avoir perdu sa voix après l’ablation de ses cordes vocales à la suite de son cancer au larynx diagnostiqué l'année précédente : incapable de parler, son message pour les étudiants est apparu sur un écran derrière lui ; son cancer ayant persisté malgré les traitements médicaux, il a donc choisi de « perdre sa voix pour avoir une chance de continuer à vivre ». Tsunku annonce cependant continuer ses activités tant que producteur, compositeur et parolier pour le Hello! Project et donc Morning Musume.
Comme pour le titre What is Love?, les fans du groupe sont sollicités pour produire le futur single, en partenariat avec J-Melo ; cette fois, ils doivent expliquer leurs attentes quant à ce single, et ce en ce qui concerne tous les aspects du morceau. Le 18 août sort finalement un nouveau single "triple face-A" intitulé Oh My Wish! / Sukatto My Heart / Ima Sugu Tobikomu Yūki ; chaque chanson met en avant certains membres du groupe.
En juin, l'unique membre de la 3e génération Maki Gotō, qui avait annoncé sur son blog s'être mariée le 22 juillet 2014, y annonce par la suite être enceinte de son premier enfant. Fin août, c'est l'ancien membre original Asuka Fukuda qui se marie et annonce par la même occasion être enceinte. Le 5 septembre c'est au tour du membre de la 4e génération et ancienne leader Hitomi Yoshizawa d'annoncer ses fiançailles.
Tsunku annonce finalement en septembre qu'il s'était retiré du poste de directeur et producteur du Hello! Project en octobre de l'année précédente, la persistance de sa maladie le poussant à réduire ses activités dans le show-business ; il reste néanmoins "sound producer" ("metteur en son") de Morning Musume pour qui il continue d'écrire quelques titres, les autres l'étant désormais par divers auteurs.
Le 29 octobre 2015, Riho Sayashi annonce qu'elle quitera Morning Musume le 31 décembre suivant, à 17 ans, après cinq ans de présence, cessant alors ses activités artistiques pour se consacrer à ses études ; elle devrait cependant rester membre du Hello! Project et y reprendre ses activités après les études. Deux jours avant, le 29 décembre, sort le dernier single du groupe en tant que "Morning Musume '15" : Tsumetai Kaze to Kataomoi / Endless Sky / One and Only, dont le troisième titre sert de générique à l'émission musicale de NHK World J-Melo et dont les paroles sont entièrement en anglais.
Le 21 décembre, l'ex-membre de la 1re génération Natsumi Abe annonce son mariage prochain avec un acteur rencontré quatre ans auparavant.

### 2016: 13egénération et départ de Kanon Suzuki.
Le 1er janvier 2016, le groupe est renommé « Morning Musume '16 » (モーニング娘。’16, prononcé « Morning Musume one six »), après le départ de Riho Sayashi la veille, qui devient de son côté soliste du Hello! Project comme l'ex-membre du groupe Aika Mitsui. Le jour suivant est annoncée la tenue prochaine d'auditions pour recruter les nouvelles membres d'une « 13e génération ».
Le 7 février 2016, c'est au tour de Kanon Suzuki (18 ans) d'annoncer son départ prochain de Morning Musume et du Hello! Project, à la fin de la tournée de printemps du groupe, à 17 ans et après cinq ans et demi de présence ; elle compte cesser ses activités artistiques pour se consacrer à des études dans l'aide sociale. Peu après, Miki Nonaka s'est blessée après une chute le 9 février. Il est diagnostiqué une fracture du 5e métatarse du pied gauche ; elle sera en conséquence absente du concert Hello! Project 2016 Winter ~Dancing! Singing! Exciting!~ et des prochains événements de Morning Musume et est mise au repos pendant quatre semaines.
Le 21 février, Natsumi Abe, seule membre originale à ne pas avoir d'enfants, annonce être enceinte pour la première fois. Le 16 mars, c'est l'ancienne leader et membre de la 4e génération Hitomi Yoshizawa d'annoncer être enceinte de son premier enfant. La naissance est prévue pour l'été.
Le nouveau single du groupe, Tokyo to Iu Kataomoi / The Vision / Utakata Saturday Night (« top 2 ») sort le 11 mai et est le dernier single auquel Kanon Suzuki participe. Le 31 mai, Suzuki quitte le groupe comme prévu à la fin du dernier concert de la tournée EMOTION in MOTION au Nippon Budokan. Le même jour est annoncé les résultats des auditions pour recruter les membres de la 13e génération. Finalement aucune candidate n'intégrera le groupe, qui restera composé de onze membres jusqu'aux prochaines auditions.
Début juin est annoncé que la membre de la 1re génération Kaori Iida sortirait un nouvel album solo en fin d'année nommé ONDAS ; cela faisait plus de dix ans qu'elle n'avait pas sorti d'albums. Il contiendra notamment une version bossa nova de Morning Coffee.
La membre de la 5e génération Risa Niigaki annonce le même mois son mariage avec un acteur qui a officiellement lieu le 13 juillet (Maimi Yajima du groupe sœur C-ute a assisté à la cérémonie).
Fin juin, à la surprise générale, est dévoilé que la membre de la 8e génération Lin Lin est depuis quelque temps mariée et maman. Le 12 août, Hitomi Yoshizawa annonce sur son blog officiel avoir donné naissance à un petit garçon en bonne santé ; il est né le 29 juillet. Natsumi Abe a également donné naissance à un petit garçon au mois de juillet, un jour avant Yoshizawa.
En novembre 2016, le groupe réalise son nouveau single Sexy Cat no Enzetsu / Mukidashi de Mukiatte / Sō ja nai (« top 1 » des ventes), le premier sans Kanon Suzuki. Le 26 novembre 2016, l'ex-membre Sayumi Michishige annonce sur son blog officiel son retour dans l'industrie du divertissement pour printemps 2017, après deux ans de repos, un retour qui était quelques jours auparavant spéculatif,.
Le mois suivant, le groupe a été contraint d'annuler un concert au Nitori Culture Center de Sapporo (à Hokkaido) le 10 décembre environ de mauvais temps ;
Hokkaido étant situé dans le nord du Japon, la neige a empêché l'atterrissage de l'avion à l'aéroport de Sapporo. Le 12 décembre, au cours de l'événement Morning Musume ’16 Autumn Concert Tour ~My Vision~ tenu au Nippon Budokan, le groupe d'idoles présente officiellement les membres de la 13e génération, Kaede Kaga (17 ans) et Reina Yokoyama (15 ans), toutes deux issues du Hello Pro Kenshūsei. Celles-ci, n'ayant pas réussi les élections générales, intégreront de manière effective le groupe en janvier 2017, après le changement de nom pour Morning Musume '17. Fin décembre, la membre de la 10e génération Masaki Satō est mise en repos à la suite d'une blessure au dos. Elle ne participera pas aux activités du groupe jusqu'au 4 janvier 2017. Le 31 décembre, durant le Hello!Project Countdown Party est annoncé que Fukumura devient sub-leader du Hello!Project (dont Ayaka Wada, leader des Angerme en est la leader). Le même jour sont annoncés les couleurs officielles des nouvelles membres : Kaede aura le rouge italien et Reina le jaune or.

### 2017: 14egénération et départ de Haruka Kudo.
Le 1er janvier 2017, le groupe est renommé « Morning Musume '17 » (モーニング娘。’17, prononcé « Morning Musume one seven ») et les deux membres de la 13e génération Kaede Kaga et Reina Yokoyama sont officiellement intégrées au groupe. Elles font leurs débuts durant le premier concert de la tournée d'hiver du Hello!Project intitulé Crystal Clear / Kaleidoscope.
L'ex-membre de la 5e génération Asami Konno annonce le  10 janvier 2017 s'être mariée avec le joueur de baseball Tokyo Yakult Swallows, Toshihiro Sugiura, le jour du Nouvel An.
Le groupe fait une apparition dans l'album Thumbnail du groupe AKB48, sorti le 25 janvier, en interprétant une chanson intitulée Get you! avec Rino Sashihara sous le nom Sahining Musume (chanson enregistrée avant l'arrivée des membres de la 13e génération de Morning Musume).
Le groupe sort le 28 janvier le clip vidéo de la chanson Morning Miso Soup (モーニングみそ汁, Morning Misoshiru), une reprise du premier single major du groupe, Morning Coffee avec des paroles modifiées, pour commémorer la collaboration entre le groupe et la compagnie japonaise de soupe miso Marukome. Les membres portent sur les affiches des vêtements similaires à ceux de la couverture du single originale. Les membres (excepté Yokoyama et Haga) ont participé le 11 janvier à une campagne publicitaire pour présenter la soupe miso comme petit-déjeuner standard japonais.
Le même mois est annoncé le prolongement de la pause de Masaki Satō pour raisons médicales jusqu'à fin mars. Durant l'annonce du prochain single, intitulé Brand New Morning / Jealousy Jealousy (le « top 2 » des ventes et premier single à double face A depuis trois ans succédant à Toki wo Koe Sora wo Koe / Password is 0), est expliqué qu'elle n'a pas pu y participer, une première depuis la création du groupe.
En mars 2017, à la grande surprise des fans, l'ex-membre de la 4e génération, Rika Ishikawa, a annoncé son mariage avec un joueur de baseball professionnel, Ryoma Nogami (jouant dans l'équipe des Seibu Lions en tant que lanceur), avec qui Rika est en couple depuis 2014.
Haruka Kudō (17 ans) annonce quitter le groupe à l'automne 2017, après six ans de présence, pour entamer une carrière d'actrice, annonce faite le 29 avril lors d'un concert de la tournée printanière “Morning Musume.’17 concert tour Spring ~THE INSPIRATION !~” tenu à Kyoto,. Elle devient le premier membre de la 10e génération à quitter le groupe.
Le 26 juin est annoncé que Chisaki Morito, membre du groupe affilié Country Girls, intégrera Morning Musume en tant qu'unique membre de la 14e génération, dès la tournée d'été commune du Hello! Project ; elle continuera à participer à Country Girls en parallèle, ce groupe n'ayant désormais plus qu'une activité limitée.
Les Morning Musume annoncent le 1er août donner un concert spéciale commémorant le 20e anniversaire du groupe, qui se tiendra au Shinkiba STUDIO COAST le 14 septembre suivant. Pour ce concert, les fans pouvaient voter pour leurs chansons préférées ainsi que pour la combinaison des membres qu'ils souhaitent voir effectuer ces chansons ; le vote est ouvert jusqu'au 14 août avec des billets en vente le 19 août.
Le1er septembre 2017 (mois de la formation du groupe), le groupe annonce à cette occasion sortir son 64e single Jama Shinaide Here We Go! / Dokyū no Go Sign / Wakaindashi! le 4 octobre, le premier avec Chisaki Morito et le dernier avec Haruka Kudō. Le 14 septembre 2017, lors du concert célébrant les vingt ans du groupe, deux anciens membres Reina Tanaka et Sayumi Michishige apparaissent sur scène à la grande surprise des fans pour interpréter une chanson du groupe Ōkii Hitomi aux côtés des Morning Musume ; c'est la première fois pour le groupe que ses anciens membres remontent sur scène auprès de celui pour une performance.
Le 19 septembre suivant, l'ex-membre Kaori Iida annonce avoir mis au monde son troisième enfant (une fille) le même mois. Asami Konno, qui avait annoncé son mariage en janvier ainsi que sa grossesse le 10 juillet, met au monde son premier enfant (une fille) le 15 septembre.
Le 21 octobre suivant, est annoncée la sortie prochaine du 15e album du groupe (soit trois ans après son précédent), pour le 6 décembre, et s'intitulera 15 Thank you, too et contiendrait une quinzaine de chansons dont tous les singles sortis de « Morning Musume. '17 ». Il contiendra aussi les deux chansons chantées uniquement en concert : Watashi no Nanni mo Wakacchainai (présente depuis 2015) et Seishun Say A-HA (chantée pendant la tournée printanière de l'année actuelle) ainsi que des chansons totalement inédites et des chansons chantées par quelques membres du groupe seulement.
Le 3 novembre, sort sous forme digitale une nouvelle version du tout premier titre sorti par le groupe vingt ans auparavant, Ai no Tane. Ce titre est chanté par un sous-groupe formé spécialement pour l'occasion nommé « Morning Musume 20th ». Pour l'occasion, les cinq membres d'origine du groupe : Nakazawa, Ishiguro, Iida, Abe et Fukada (qui n'avait plus aucun lien avec le groupe depuis dix-huit années) se joignent à cette formation spéciale du groupe.
Le 30 novembre, un autre single sort sous forme digitale : Gosenfu no Tasuki. Il s'agit d'un single en hommage à toutes les membres étant ou ayant été dans le groupe depuis 1997 et sort le jour où le palier de 50 000 exemplaires vendus de Ai no Tane a été franchi.
Comme prévu sort le 6 décembre le quinzième album original du groupe.
Le 11 décembre, la plus jeune membre de la 10e génération génération Haruka Kudō quitte le groupe après un ultime live dans la célèbre salle du Nippon Budōkan de Tokyo.
Plus tard dans le mois est annoncé un futur mini album par le sous-groupe Morning Musume 20th pour le 7 février 2018 intitulé Hatachi no Morning Musume. Ce mini-album contiendra les deux singles digitaux sortis en fin d'année précédente plus des chansons en collaboration avec les anciennes membres. La version collector contiendra un DVD avec les performances live du groupe 2017 avec Nozomi Tsuji, Ai Takahashi, Sayumi Michishige et Reina Tanaka durant le premier Budōkan de la tournée d'automne, des interviews des membres ainsi que le clip de la chanson Ai no Tane (20th Anniversary)

### 2018: Départs de Haruna Ogata et de Haruna Iikubo.
Le 1er janvier 2018, le groupe prend son nouveau nom pour l'année : « Morning Musume '18 » (モーニング娘。’18, prononcé « Morning Musume one eight »). Quelques jours plus tard l'ancienne Membre de la 5e génération Risa Niigaki annonce son divorce. Le 17 janvier est annoncé un single digital, premier sous le nom 2018, appelé Hana ga Saku Taiyō Abite. Dans le même temps est annoncé le programme des Hina Fest annuels. Pour célébrer les vingt ans du groupe, deux concerts seront proposés : le premier sous l'appellation « Morning Musume 20th Anniversary Premium » avec plusieurs anciennes membres, et ensuite le « Morning Musume '18 Premium ». Le même jour sont célébrés les vingt ans du Hello! Project avec en guests les Morning Musume d'origine et le groupe Taiyō to Ciscomoon qui ne s'était plus produit depuis 2013.
Le 28 janvier sort de façon digitale Hana ga Saku Taiyō Abite ainsi que la version 20e anniversaire du premier single en major du groupe : Morning Coffee interprété par le sous-groupe Morning Musume 20th. Le même jour, les membres d'origine font une performance de cette chanson sur la scène du Hello! Project actuel. Enfin, est dévoilée la liste des chansons qui figureront sur le mini-album de Morning Musume 20th intitulé Hatachi no Morning Musume en vente le 7 février. Le 12 février est diffusé sur la chaîne TV Tokyo un programme intitulé : Morning Musume 20 Shūnen Kinen Special pour retracer les vingt années du groupe. Sont présentes l'intégralité de la monture de 2018 ainsi que douze anciens membres : toute la première génération, Mari Yaguchi, Rika Ishikawa, Hitomi Yoshizawa, Nozomi Tsuji, Ai Takahashi, Risa Niigaki et Sayumi Michishige. Sont rediffusés plusieurs moments historiques ainsi qu'une rétrospective de l'émission Hello! Morning ; est également jouée pour l'occasion une saynète inédite mélangeant anciens et actuels membres. Il est aussi présenté en live quelques chansons, notamment certaines pistes de l'album des Morning Musume 20th.
Le 27 mars est annoncée la future graduation de l'aînée de la douzième génération Haruna Ogata (19 ans) à la fin de la tournée de printemps, pour entrer à l'université. Elle quitte le groupe de manière effective le 20 juin suivant.
Le 7 juillet, l'ancien membre Risa Niigaki est présente à Japan Expo 2018, à l'occasion du 20e anniversaire du Hello! Project, pour effectuer des interviews, talk shows et séances de dédicaces.
Le groupe annonce fin juillet sa venue aux États-Unis pour participer les 16 et 17 novembre 2018 au festival Anisong World Matsuri à New York, organisé par Anime NYC et Crunchyroll.
Le 17 août, est annoncé la prochain départ de Haruna Iikubo (23 ans) du groupe et du Hello! Project. La sub-leader a mentionné que, durant la célébration du vingtième anniversaire du groupe, elle a commencé à réfléchir davantage à son avenir. Afin de réaliser ses objectifs et de se dépasser, elle a décidé de quitter le groupe mais a cependant exprimé son intérêt à rester dans l'industrie du divertissement tout en effectuant des activités en solo liées aux arts ; elle obtiendra son diplôme à la fin de la tournée de concerts de l'automne 2018 des Morning Musume '18.
En milieu d'année, le Hello! Project donne un concert spécial en l'honneur du vingtième anniversaire des débuts de Morning Musume en 1998, avec la participation d'anciennes membres dont Hitomi Yoshizawa. Deux mois plus tard, cette dernière cause un accident de la circulation et passe trois semaines en détention préventive, à l'issue de laquelle elle annonce l'arrêt de sa carrière artistique ; elle sera condamnée à deux ans de prison avec sursis, et les passages où elle figure sont retirés de la vidéo du concert.

### 2019: 15egénération
Le 1er janvier, le groupe prend son nouveau nom pour l'année : « Morning Musume '19 » (モーニング娘。’19, prononcé « Morning Musume one nine »). Peu après, de nouvelles auditions pour recruter une quinzième génération de membres sont annoncées.
Le groupe sort une nouvelle compilation en mars Best! Morning Musume 20th Anniversary, puis le single Jinsei Blues / Seishun Night en juin, qui restera le seul de l'année. Le 22 juin sont présentées trois nouvelles membres : Rio Kitagawa (15 ans) et Homare Okamura (14 ans) issues de l'audition, et Mei Yamazaki (13 ans) choisie au sein du Hello Pro Kenshuusei Hokkaido, structure sœur du Hello Pro Kenshuusei, créée en 2016 ; elles débuteront au sein du groupe lors de la tournée de septembre suivant.
Le 10 août, Morning Musume se produit au Rock In Japan Festival 2019, devant la plus nombreuse audience de sa carrière.

### 2020: Concerts annulés à cause de la crise sanitaire.
Le 1er janvier, le groupe devient « Morning Musume '20 » (モーニング娘。’20, prononcé « Morning Musume two zero »), et sort un single "triple face A" le 22 nommé KOKORO & KARADA / LOVEpedia / Ningen Kankei No Way Way, le premier avec la 15e génération.
À la suite de la crise sanitaire mondiale, la plupart des events et des concerts du Hello!Project sont déplacés voire par la suite annulés, seul quelques concerts de début de tournée ainsi que le Hina Fest 2020 sont maintenus, avec peu ou pas de public.
Pour inciter les fans du monde entier à respecter les précautions demandées et rester chez eux, le groupe, ainsi que tous les artistes du Hello!Project et des branches d'Up-Front (soit 121 artistes) participe à des clips vidéo reprenant 3 titres d'artistes maison en mai.
En juin, les membres du H!P seules reprennent le titre Dekkai Uchū ni Ai Ga Aru des Morning Musume sur le même système et sous le nom "Hello Pro All Stars Telework Gasshō".
Après une reprise des concerts aménagés en fonction des règles sanitaires, le groupe sort finalement le 16 décembre un deuxième single nommé Junjō Evidence / Gyū Saretai Dake na no ni.

### 2021: Départ de Masaki Satō.
Le 1er janvier, le groupe devient « Morning Musume '21 » (モーニング娘。’21, prononcé « Morning Musume two one »).
Le groupe sortira son seizième album studio 16th ~That's J-Pop~ fin mars, cet album comprenant les chansons des deux derniers singles du groupe sous nom « Morning Musume '20 », et dans lequel figurent pour la première fois les trois membres de la 15e génération.
Le 8 décembre sort leur 70e single intitulé « Teenage Solution / Yoshi yoshi Shite Hoshii no / Beat no Wakusei », dernière participation de Masaki Satō, dont le départ a été annoncé à la suite d'ennuis de santé récurrents et encouragé par une volonté de devenir soliste.
Le 13 décembre, Masaki Satō quitte le groupe à l'issue d'un concert spécial tenu pour l'occasion, intitulé « Morning Musume '21 Concert Teenage Solution ~Sato Masaki Sotsugyou Special~ ».

### 2022: 16egénération, départs de Chisaki Morito et Kaede Kaga.
Le 1er janvier, le groupe devient « Morning Musume '22 » (モーニング娘。’22, prononcé « Morning Musume two two »).
Le 2 janvier, durant le concert d'ouverture « Hello! Project 2022 Winter ~LOVE & PEACE~ tour » il a été annoncé par Mizuki Fukumura que Morning Musume '22 et Juice=Juice lanceront conjointement une audition, intitulée « Morning Musume '22 Juice=Juice Goudou Shin Member Audition », dans l'objectif de recruter de nouvelles membres.
Le 28 février, le départ de Chisaki Morito de Morning Musume et du Hello! Project est annoncé pour le 20 juin, jour du concert final de la tournée « Morning Musume '22 CONCERT TOUR ~Never Been Better!~ » au Nippon Budokan.
Le 29 juin, un épisode spécial de l'émission Hello! Project Station est diffusé, dans lequel il est annoncé que Sakurai Rio a passé avec succès les auditions « Morning Musume '22 Juice=Juice Goudou Shin Member Audition » et rejoint l'effectif de Morning Musume '22 à cette occasion.
Le 3 septembre, il est annoncé que Kaede Kaga a choisi de quitter Morning Musume et le Hello! Project afin de pouvoir partir étudier la danse. Il est révélé que son concert final était prévu pour le 10 décembre, à l'occasion de la dernière date de la tournée « Morning Musume '22 25th ANNIVERSARY CONCERT TOUR ~SINGIN' TO THE BEAT~ ».
Le 14 septembre, lors de l'événement « Morning Musume '22 Kessei 25 Shunen Kinen FC Event ~ Musume × FAN×Fun! × Dai Kansha-sai!~ », le groupe annonce l'audition « 25 Shuunen Kinen -Asu wo Tsukuru no wa Kimi- Audition » dans le but de recruter de futures membres qui constitueront la 17e génération du groupe.

### 2023:17egénération et départ de Mizuki Fukumura.
Le 1er janvier, le groupe devient « Morning Musume '23 » (モーニング娘。’23, prononcé « Morning Musume two three »).
Le 23 mai, les résultats des auditions sont publiés sur les réseaux sociaux du groupe, avec deux jeunes filles retenues : Haruka Inoue, 17 ans, originaire de la préfecture de Kyōto et Ako Yumigeta, 14 ans, originaire de la préfecture de Fukuoka. Elles intègrent officiellement l'effectif du groupe le jour même. La couleur qui est attribuée à Ako est le rouge et celle de Haruka est le vert menthe.
Le 29 novembre, Mizuki Fukumura, qui était leader, quitte officiellement le groupe après un peu plus de douze ans de présence. Elle aura été également neuf ans leader. Erina Ikuta la remplace en tant que leader le 30 novembre, et Sakura Oda rejoint Ayumi Ishida en tant que sub-leader. Par conséquent, Ikuta est désormais la seule membre restante de la neuvième génération (les autres étant Riho Sayashi, Kanon Suzuki et donc Mizuki Fukumura).

### 2024:17ealbum studio et départ d'Ayumi Ishida.
Le 1er janvier, le groupe devient « Morning Musume '24 » (モーニング娘。’24, prononcé « Morning Musume two four »).
Le groupe participe, le 3 mai, au JAPAN JAM 2024 organisé au Soga Sports Park de Chiba. Plus tard dans le mois, le 26, le départ d'Ayumi Ishida des Morning Musume ainsi que du Hello! Project est annoncé, son ultime représentation étant programmée pour la dernière date de la future tournée d'automne du groupe.
Le 2 juin, le groupe se produit au Es Con Field HOKKAIDO, à l'occasion de la série d'événements « LIVE DAYS! ~Kokoro Odoru Dai Kōryū-sen », à la suite d'un match de baseball opposant l'équipe locale des Hokkaido Nippon-Ham Fighters à celle des Yokohama DeNA BayStars. Maria Makino, connue comme une fidèle supportrice des Fighters, est gratifiée du lancer de cérémonie.
Le 74e single double titre, intitulé "Nandaka Sentimental na Toki no Uta / SaiKIYOU" sort le 14 août.
Le 9 septembre, le groupe fait une apparition dans l'émission Premium MelodiX! diffusée sur TV Tokyo.
Le 19 octobre, le groupe a commencé à animer une émission de variété intitulée Morning Musume Happy Daisakusen, disponible à l'achat sur Hulu Japan. Quatorze épisodes sont diffusés jusqu'au 29 mars 2025.
Le 3 novembre, le douzième single du groupe, The☆Peace!, sorti en 2001, bénéficie d'une nouvelle sortie au format vinyl 7 pouces.
Le 27 novembre, le groupe sort son dix-septième album studio, Professionals-17th, dont les huit nouvelles pistes exclusives sont composées par Tsunku.
Le 6 décembre, Ayumi Ishida est diplômée à l'issue d'un concert au Yokohama Arena, marquant la fin de la présence des membres de la 10e génération dans le groupe.
Le 30 décembre, le groupe se produit lors du festival rockin'on presents COUNTDOWN JAPAN 24/25 au Makuhari Messe.

### 2025: Départ d'Erina Ikuta, d'Akane Haga et de Reina Yokoyama et leadership de Miki Nonaka
Le 2 janvier, lors du concert d'ouverture de la tournée d'hiver annuelle du Hello! Project au Shinagawa Stellar Ball, qui coïncide avec le quatorzième anniversaire de son arrivée dans le groupe, la leader Erina Ikuta annonce qu'elle quittera ce dernier à l'issue de la tournée de printemps à venir de Morning Musume. Elle explique ce choix par sa volonté de poursuivre un nouveau rêve, sans mettre fin à ses activités dans l'industrie du divertissement.
Le 13 avril, le groupe est touché par la propagation en ligne de captures d'écran, datées de deux ans plus tôt et provenant d'un compte de réseau social tenu par Rio Kitagawa, dans lesquelles elle critique le comportement de certains autres membres du groupe. Cette dernière publie des excuses sur son blog le lendemain. Le 17 avril, il est annoncé via le site du Hello! Project qu'elle prendra une pause dans ses activités à sa propre initiative, afin de réfléchir à ses actes.
Le 31 mai, le groupe se produit au festival GREEN FLASH FES'25 organisé au parc d'attraction Shibamasa World, dans la préfecture de Fukui.
Le 1er juillet, un communiqué est publié sur le site du Hello! Project, dans l'objectif de détailler la nouvelle organisation du groupe suite au départ imminent de Erina Ikuta. La nouvelle leader du groupe sera Miki Nonaka, soutenue par Sakura Oda qui conserve son rôle de sub-leader et le partage nouvellement avec Maria Makino. Cette décision de ne pas promouvoir Sakura Oda, pourtant première dans le nouvel ordre de séniorité, au rang de leader, est justifiée par la volonté de cette dernière d'être diplômée du groupe en 2026, alors qu'elle réfléchit à son départ depuis 2023.
Le 2 juillet, le groupe sort son 75e single double titre, intitulé "Ki ni Naru Sono Ki no Uta / Akaruku Ii Ko".
Le 4 juillet, dans un nouveau communiqué publié via le site du Hello! Project, il est confirmé que Kitagawa Rio, toujours en pause dans ses activités, ne participera pas au concert final de la tournée de printemps du groupe, « Morning Musume '25 Concert Tour Haru Mighty Magic DX ~ Ikuta Erina wo Miokutte ~ », le dernier en présence de Erina Ikuta. Elle ne prendra pas non plus part à la tournée d'été annuelle du Hello! Project, « Hello! Con 2025 », mais prépare son retour sur scène pour l'automne suivant.
Le 7 juillet, Erina Ikuta est diplômée du groupe et du Hello! Project à l'issue d'un concert au Nippon Budōkan.
Le 10 juillet, il a été annoncé qu'Akane Haga et Reina Yokoyama seraient toutes deux diplômées de Morning Musume et Hello! Project à la fin de la prochaine tournée d'automne du groupe.

## Historique

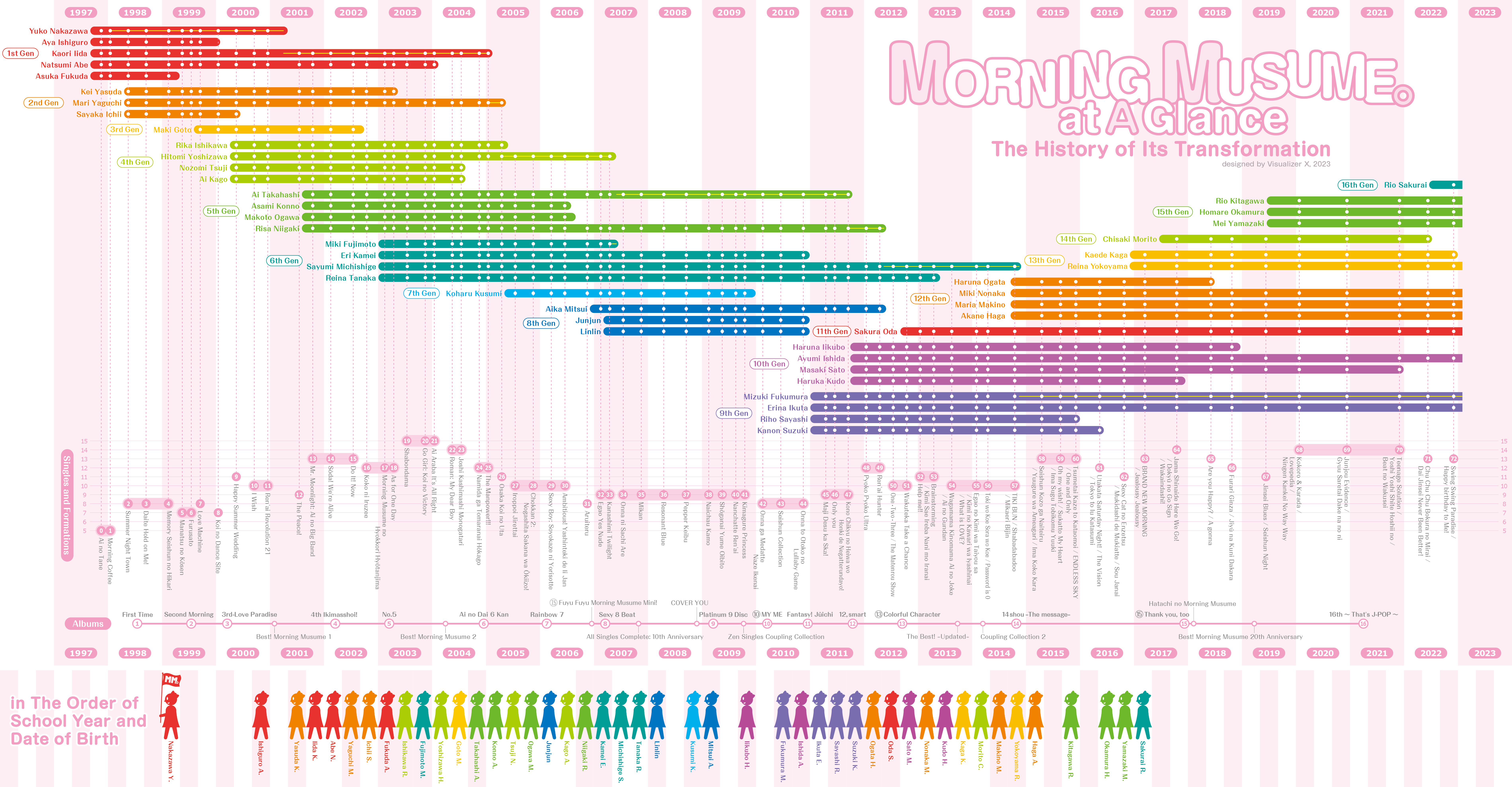
Membres et disques par formations.

### Effectif actuel
- Sakura Oda (小田さくら?) (11e génération; Sub-leader)
- Miki Nonaka (野中美希?) (12e génération; Leader)
- Maria Makino (牧野真莉愛?) (12e génération; Sub-leader)
- Akane Haga (羽賀朱音?) (12e génération)
- Reina Yokoyama (横山玲奈?) (13e génération)
- Rio Kitagawa (北川莉央?) (15e génération)
- Homare Okamura (岡村ほまれ?) (15e génération)
- Mei Yamazaki (山﨑愛生?) (15e génération)
- Rio Sakurai (櫻井梨央?) (16e génération)
- Haruka Inoue (井上春華?) (17e génération)
- Ako Yumigeta (弓桁朱琴?) (17e génération)

### Arrivées et départs
- 1re génération (8 septembre 1997) : Yūko Nakazawa (24 ans) • Aya Ishiguro (19) • Kaori Iida (16) • Natsumi Abe (16) • Asuka Fukuda (12)
- + 2e génération (3 mai 1998) : Kei Yasuda (17 ans) • Mari Yaguchi (15 ans) • Sayaka Ichii (14 ans)
- - Asuka Fukuda (福田明日香?) (19 avril 1999, à 14 ans ; quitte le H!P pour continuer ses études)
- + 3e génération (22 août 1999) : Maki Goto (13 ans)
- - Aya Ishiguro (石黒彩?) (7 janvier 2000, à 21 ans ; quitte le H!P enceinte pour se marier, activités diverses hors Up-Front depuis 2003)
- + 4e génération (16 avril 2000) : Rika Ishikawa (15 ans) • Hitomi Yoshizawa (15 ans) • Nozomi Tsuji (12 ans) • Ai Kago (12 ans)
- - Sayaka Ichii (市井紗耶香?) (21 mai 2000, à 16 ans ; quitte le H!P pour ses études, carrière hors du H!P de 2002 à 2004 avec Cubic-Cross, mariage)
- - Yūko Nakazawa (中澤裕子?) (15 avril 2001, à 27 ans ; carrière en solo au H!P, transférée au M-line club en 2009, activités diverses avec Up-Front)
- + 5e génération (26 août 2001) : Ai Takahashi (14 ans) • Asami Konno (14 ans) • Makoto Ogawa (13 ans) • Risa Niigaki (12 ans)
- - Maki Goto (後藤真希?) (23 septembre 2002, à 17 ans ; carrière solo au H!P, quitte le H!P et Up-Front en 2007 pour scandale, en solo chez avex)
- - Kei Yasuda (保田圭?) (5 mai 2003, à 22 ans ; activités diverses au H!P, transférée au M-line club en 2009, activités diverses avec Up-Front)
- + 6e génération (7 mai 2003) : Miki Fujimoto (18 ans) • Eri Kamei (14 ans) • Sayumi Michishige (13 ans) • Reina Tanaka (13 ans)
- - Natsumi Abe (安倍なつみ?) (25 janvier 2004, à 22 ans ; carrière en solo au H!P, transférée au M-line club en 2009, activités diverses avec Up-Front)
- - Nozomi Tsuji (辻希美?) (1er août 2004, à 17 ans ; forme W au H!P, activités diverses en 2006, congé maternité en 2007, au M-line club en 2009)
- - Ai Kago (加護亜依?) (1er août 2004, à 16 ans ; forme W au H!P, suspendue en 2006 et renvoyée en 2007 pour scandales, en solo hors Up-Front)
- - Kaori Iida (飯田圭織?) (30 janvier 2005, à 23 ans ; carrière en solo au H!P, en congé maternité en 2007 et 2008, transférée au M-line club en 2009)
- - Mari Yaguchi (矢口真里?) (14 avril 2005, à 22 ans ; démission pour scandale, activités diverses au H!P et à la télé, au M-line club en 2009)
- - Rika Ishikawa (石川梨華?) (7 mai 2005, à 20 ans ; au H!P avec V-u-den en 2004, puis Ongaku Gatas, Hangry & Angry, au M-line club en 2009)
- + 7e génération (1er juin 2005) : Koharu Kusumi (12 ans)
- - Asami Konno (紺野あさ美?) (13 juillet 2006, à 19 ans ; quitte le H!P pour étudier, Ongaku Gatas en 2007, M-line club en 2009, à TV Tokyo en 2011)
- - Makoto Ogawa (小川麻琴?) (27 août 2006, à 18 ans ; en congé du H!P pour ses études, retour en 2008, activités diverses, au M-line club en 2009)
- + 8e génération (I) (10 décembre 2006) : Aika Mitsui (13 ans)
- - Hitomi Yoshizawa (吉澤ひとみ?) (6 mai 2007, à 22 ans ; forme Ongaku Gatas au H!P en 2007, Hangry & Angry en 2008, au M-line club en 2009)
- + 8e génération (II) (15 mai 2007 ; « étudiantes étrangères ») : Jun Jun (ou Junjun, 19 ans) • Lin Lin (ou Linlin, 16 ans)
- - Miki Fujimoto (藤本美貴?) (1er juin 2007, à 22 ans ; démission pour scandale, activités au H!P, au M-line club en 2009, congé maternité en 2011)
- - Koharu Kusumi (久住小春?) (6 décembre 2009, à 17 ans ; transférée hors du H!P, activités avec Up-Front et Oha Suta, au M-line club en 2010)
- - Eri Kamei (亀井絵里?) (15 décembre 2010, à 21 ans ; quitte le H!P pour raisons médicales)
- - Jun Jun (ジュンジュン?) (15 décembre 2010, à 22 ans ; quitte le H!P sur décision du producteur, activités diverses en Chine)
- - Lin Lin (リンリン?) (15 décembre 2010, à 19 ans ; quitte le H!P sur décision du producteur, activités diverses en Chine)
- + 9e génération (3 janvier 2011) : Mizuki Fukumura (14 ans) • Erina Ikuta (13 ans) • Riho Sayashi (12 ans) • Kanon Suzuki (12 ans)
- - Ai Takahashi (高橋愛?) (30 septembre 2011, à 25 ans ; transférée hors du H!P au M-line club, activités diverses avec Up-Front)
- + 10e génération (29 septembre 2011) : Haruna Iikubo (16 ans) • Ayumi Ishida (14 ans) • Masaki Satō (12 ans) • Haruka Kudō (11 ans)
- - Risa Niigaki (新垣里沙?) (18 mai 2012, à 23 ans ; transférée hors du H!P au M-line club, activités diverses avec Up-Front)
- - Aika Mitsui (光井愛佳?) (18 mai 2012, à 19 ans ; quitte le groupe pour raisons médicales ; en solo au H!P)
- + 11e génération (14 septembre 2012) : Sakura Oda (13 ans)
- - Reina Tanaka (田中れいな?) (21 mai 2013, à 23 ans ; transférée hors du H!P au M-line club ; forme Lovendor)
- - Sayumi Michishige (道重 さゆみ?) (26 novembre 2014, à 25 ans ; suspend volontairement ses activités artistiques)
- + 12e génération (30 septembre 2014) : Haruna Ogata (15 ans) • Miki Nonaka (15 ans) • Maria Makino (13 ans) • Akane Haga (12 ans)
- - Riho Sayashi (鞘師里保?) (31 décembre 2015, à 17 ans ; réduit ses activités artistiques pour suivre ses études ; en solo au H!P)
- - Kanon Suzuki (鈴木香音?) (31 mai 2016, à 17 ans ; suspend volontairement ses activités artistiques)
- + 13e génération (12 décembre 2016) : Kaede Kaga (17 ans) • Reina Yokoyama (15 ans)
- + 14e génération (26 juin 2017) : Chisaki Morito (17 ans)
- - Haruka Kudō (工藤遥?) (11 décembre 2017, à 18 ans ; transférée hors du H!P au M-line club, activités diverses avec Up-Front)
- - Haruna Ogata (尾形春水?) (20 juin 2018, à 19 ans ; suspend volontairement ses activités artistiques)
- - Haruna Iikubo (飯窪春菜?) (16 décembre 2018, à 24 ans ; transférée hors du H!P au M-line club)
- + 15e génération (22 juin 2019) : Rio Kitagawa (15 ans) • Homare Okamura (14 ans) • Mei Yamazaki (13 ans)
- - Masaki Satō (佐藤優樹?) (13 décembre 2021, à 22 ans ; transférée hors du H!P au M-line club, activités diverses avec Up-Front)
- - Chisaki Morito (森戸知沙希?) (20 juin 2022, à 22 ans ; transférée hors du H!P au M-line club, activités diverses avec Up-Front)
- + 16e génération (29 juin 2022) : Rio Sakurai (16 ans)
- - Kaede Kaga (加賀楓?) (10 décembre 2022, à 23 ans ; transférée hors du H!P au M-line club, activités diverses avec Up-Front)
- + 17e génération (23 mai 2023) : Haruka Inoue  (17 ans) • Ako Yumigeta  (14 ans)
- - Mizuki Fukumura (譜久村聖?) (29 novembre 2023, à 27 ans ; transférée hors du H!P au M-line club, activités diverses avec Up-Front)
- - Ayumi Ishida (石田亜佑美?) (6 décembre 2024, à 27 ans ; transférée hors du H!P au M-line club, activités diverses avec Up-Front)
- - Erina Ikuta (生田衣梨奈?) (8 juillet 2025, à 28 ans ; transférée hors du H!P au M-line club, activités diverses avec Up-Front)

### Détails des membres
|    | Nom               | Kanji        | Née le     | Âge    | Génération  | à         | Couleur       | Départ     | à         | Longévité  | Statut       |
| -- | ----------------- | ------------ | ---------- | ------ | ----------- | --------- | ------------- | ---------- | --------- | ---------- | ------------ |
| 01 | Yūko Nakazawa     | 中澤 裕子    | 19/06/1973 | 52 ans | 01re (1997) | 24,2 ans  | Violet        | 15/04/2001 | 27,8 ans  | 03,7 ans   | M-line club  |
| 02 | Aya Ishiguro      | 石黒 彩      | 12/05/1978 | 47 ans | 01re (1997) | 19,3 ans  | (sans)        | 07/01/2000 | 21,6 ans  | 02,4 ans   | autre agence |
| 03 | Kaori Iida        | 飯田 圭織    | 08/08/1981 | 43 ans | 01re (1997) | 16,1 ans  | Jaune         | 30/01/2005 | 23,3 ans  | 07,4 ans   | M-line club  |
| 04 | Natsumi Abe       | 安倍 なつみ  | 10/08/1981 | 43 ans | 01re (1997) | 16,1 ans  | Rose          | 25/01/2004 | 22,3 ans  | 06,7 ans   | Retirée      |
| 05 | Asuka Fukuda      | 福田 明日香  | 17/12/1984 | 40 ans | 01re (1997) | 12,7 ans  | (sans)        | 18/04/1999 | 14,3 ans  | 01,7 an    | Retirée      |
| 06 | Kei Yasuda        | 保田 圭      | 06/12/1980 | 44 ans | 02e (1998)  | 17,5 ans  | Rouge         | 05/05/2003 | 22,5 ans  | 05 ans     | M-line club  |
| 07 | Mari Yaguchi      | 矢口 真里    | 20/01/1983 | 42 ans | 02e (1998)  | 15,3 ans  | Violet clair  | 14/04/2005 | 22,2 ans  | 06,11 ans  | M-line club  |
| 08 | Sayaka Ichii      | 市井 紗耶香  | 31/12/1983 | 41 ans | 02e (1998)  | 14,4 ans  | Bleu clair    | 21/05/2000 | 16,4 ans  | 02 ans     | Retirée      |
| 09 | Maki Gotō         | 後藤 真希    | 23/09/1985 | 39 ans | 03e (1999)  | 13,9 ans  | Or            | 23/09/2002 | 17,0 ans  | 03,1 ans   | Retirée      |
| 10 | Rika Ishikawa     | 石川 梨華    | 19/01/1985 | 40 ans | 04e (2000)  | 15,2 ans  | Rose          | 07/05/2005 | 20,3 ans  | 05 ans     | M-line club  |
| 11 | Hitomi Yoshizawa  | 吉澤 ひとみ  | 12/04/1985 | 40 ans | 04e (2000)  | 15,0 ans  | Violet        | 06/05/2007 | 22,1 ans  | 07 ans     | Retirée      |
| 12 | Nozomi Tsuji      | 辻 希美      | 17/06/1987 | 38 ans | 04e (2000)  | 12,8 ans  | Rose Foncé    | 01/08/2004 | 17,1 ans  | 04,3 ans   | M-line club  |
| 13 | Ai Kago           | 加護 亜依    | 07/02/1988 | 37 ans | 04e (2000)  | 12,2 ans  | Bleu          | 01/08/2004 | 16,5 ans  | 04,3 ans   | autre agence |
| 14 | Ai Takahashi      | 高橋 愛      | 14/09/1986 | 38 ans | 05e (2001)  | 14,9 ans  | Jaune         | 30/09/2011 | 25,0 ans  | 010,1 ans  | M-line club  |
| 15 | Asami Konno       | 紺野 あさ美  | 07/05/1987 | 38 ans | 05e (2001)  | 14,3 ans  | Rose clair    | 23/07/2006 | 19,2 ans  | 04,10 ans  | autre agence |
| 16 | Makoto Ogawa      | 小川 麻琴    | 29/10/1987 | 37 ans | 05e (2001)  | 13,8 ans  | Bleu          | 27/08/2006 | 18,8 ans  | 05 ans     | Retirée      |
| 17 | Risa Niigaki      | 新垣 里沙    | 20/10/1988 | 36 ans | 05e (2001)  | 12,8 ans  | Vert clair    | 18/05/2012 | 23,6 ans  | 010,8 ans  | M-line club  |
| 18 | Miki Fujimoto     | 藤本 美貴    | 26/02/1985 | 40 ans | 06e (2003)  | 18,3 ans  | Rouge         | 01/06/2007 | 22,3 ans  | 04,4 ans   | Retirée      |
| 19 | Eri Kamei         | 亀井 絵里    | 23/12/1988 | 36 ans | 06e (2003)  | 14,5 ans  | Orange        | 15/12/2010 | 22,0 ans  | 07,11 ans  | Retirée      |
| 20 | Sayumi Michishige | 道重 さゆみ  | 13/07/1989 | 36 ans | 06e (2003)  | 13,9 ans  | Rose clair    | 26/11/2014 | 25,4 ans  | 011,10 ans | M-line club  |
| 21 | Reina Tanaka      | 田中 れいな  | 11/11/1989 | 35 ans | 06e (2003)  | 13,6 ans  | Bleu clair    | 21/05/2013 | 23,6 ans  | 010,4 ans  | M-line club  |
| 22 | Koharu Kusumi     | 久住 小春    | 15/07/1992 | 32 ans | 07e (2005)  | 12,9 ans  | Rouge         | 06/12/2009 | 17,4 ans  | 04,7 ans   | autre agence |
| 23 | Aika Mitsui       | 光井 愛佳    | 12/01/1993 | 32 ans | 08e (2006)  | 13,9 ans  | Violet clair  | 18/05/2012 | 19,4 ans  | 05,5 ans   | Retirée      |
| 24 | Jun Jun           | ジュンジュン | 11/02/1988 | 37 ans | 08e (2007)  | 19,2 ans  | Bleu          | 15/12/2010 | 22,8 ans  | 03,9 ans   | autre agence |
| 25 | Lin Lin           | リンリン     | 11/03/1991 | 34 ans | 08e (2007)  | 16,2 ans  | Sarcelle      | 15/12/2010 | 19,8 ans  | 03,9 ans   | autre agence |
| 26 | Mizuki Fukumura   | 譜久村 聖    | 30/10/1996 | 28 ans | 09e (2011)  | 14,9 ans  | Rose Foncé    | 29/11/2023 | 27 ans    | 012,10 ans | M-line club  |
| 27 | Erina Ikuta       | 生田 衣梨奈  | 07/07/1997 | 28 ans | 09e (2011)  | 13,2 ans  | Vert clair    | 08/07/2025 | 28 ans    | 014 ans…   | M-line club  |
| 28 | Riho Sayashi      | 鞘師 里保    | 28/05/1998 | 27 ans | 09e (2011)  | 12,7 ans  | Rouge         | 31/12/2015 | 17,6 ans  | 04,11 ans  | Retirée      |
| 29 | Kanon Suzuki      | 鈴木 香音    | 05/08/1998 | 26 ans | 09e (2011)  | 12,3 ans  | Vert          | 31/05/2016 | 17,7 ans  | 05,4 ans   | Retirée      |
| 30 | Haruna Iikubo     | 飯窪 春菜    | 07/11/1994 | 30 ans | 10e (2011)  | 16,9 ans  | Jaune         | 16/12/2018 | 24,1 ans  | 07,2 ans   | M-line club  |
| 31 | Ayumi Ishida      | 石田 亜佑美  | 07/01/1997 | 28 ans | 10e (2011)  | 14,7 ans  | Bleu          | 06/12/2024 | 27,11 ans | 013,2 ans  | M-line club  |
| 32 | Masaki Satō       | 佐藤 優樹    | 07/05/1999 | 26 ans | 10e (2011)  | 12,4 ans  | Vert émeraude | 12/12/2021 | 22 ans    | 010,2 ans  | M-line club  |
| 33 | Haruka Kudō       | 工藤 遥      | 27/10/1999 | 25 ans | 10e (2011)  | 12 ans    | Orange        | 11/12/2017 | 18 ans    | 06,2 ans   | M-line club  |
| 34 | Sakura Oda        | 小田 さくら  | 12/03/1999 | 26 ans | 11e (2012)  | 13,5 ans  | Lavande       | 2026       | 27 ans    | 013 ans…   | Membre       |
| 35 | Haruna Ogata      | 緒形 春水    | 15/02/1999 | 26 ans | 12e (2015)  | 15,7 ans  | Bleu mer      | 20/06/2018 | 19,3 ans  | 03,8 ans   | Retirée      |
| 36 | Miki Nonaka       | 野中 美希    | 07/10/1999 | 25 ans | 12e (2015)  | 15,0 ans  | Violet        |            | 25 ans... | 011 ans…   | Membre       |
| 37 | Maria Makino      | 牧野 真莉愛  | 02/02/2001 | 24 ans | 12e (2015)  | 13,7 ans  | Rose          |            | 24 ans... | 011 ans…   | Membre       |
| 38 | Akane Haga        | 羽賀 朱音    | 07/03/2002 | 23 ans | 12e (2015)  | 12,6 ans  | Orange        | 2025       | 23        | 11 ans…    | Membre       |
| 39 | Kaede Kaga        | 加賀 楓      | 30/11/1999 | 25 ans | 13e (2017)  | 17,1 ans  | Rouge         | 10/12/2022 | 23 ans    | 05 ans     | M-line club  |
| 40 | Reina Yokoyama    | 横山 玲奈    | 22/02/2001 | 24 ans | 13e (2017)  | 15,8 ans  | Jaune or      | 2025       | 24        | 9 ans…     | Membre       |
| 41 | Chisaki Morito    | 森戸 知沙希  | 19/02/2000 | 25 ans | 14e (2017)  | 17,5 ans  | Blanc         | 20/06/2022 | 22 ans    | 05 ans     | M-line club  |
| 42 | Rio Kitagawa      | 北川 莉央    | 16/03/2004 | 21 ans | 15e (2019)  | 15,3 ans  | Bleu mer      |            | 21 ans... | 06 ans...  | Membre       |
| 43 | Homare Okamura    | 岡村 ほまれ  | 09/05/2005 | 20 ans | 15e (2019)  | 14,1 ans  | Jaune clair   |            | 20 ans... | 06 ans...  | Membre       |
| 44 | Mei Yamazaki      | 山﨑 愛生    | 28/06/2005 | 20 ans | 15e (2019)  | 13,11 ans | Vert          |            | 20 ans... | 06 ans...  | Membre       |
| 45 | Rio Sakurai       | 櫻井梨央     | 11/11/2005 | 19 ans | 16e (2022)  | 16,7 ans  | Thé au lait   |            | 19 ans... | 03 ans...  | Membre       |
| 46 | Haruka Inoue      | 井上春華     | 06/05/2006 | 19 ans | 17e (2023)  | 17 ans    | Vert menthe   |            | 19 ans... | 02 ans...  | Membre       |
| 47 | Ako Yumigeta      | 弓桁朱琴     | 08/07/2008 | 17 ans | 17e (2023)  | 14,10 ans | Rouge         |            | 17 ans... | 02 ans...  | Membre       |

Notes : les colonnes sont triables ; les membres actives sont grisées. Colonne 1 : numérotation par ordre d'arrivée puis d'âge ; 2 : prénom + nom ; 3 : nom en japonais (nom + prénom) ; 4 : date de naissance ; 5 : âge actuel arrondi (trier par date) ; 6 : génération (année d'arrivée) ; 7 : âge d'arrivée (approximation à deux mois près) ; 8 : couleur des membres ; 9 : date de départ ; 10 : âge de départ (approximation ; les chiffres grisés sont les âges actuels arrondis des membres actives re-donnés à titre comparatif) ; 11 : durée de présence dans le groupe (les chiffres grisés sont les durées actuelles arrondies des membres actives données à titre comparatif et à réactualiser)

### Liste desleaders
Le titre de leader (« chef ») est généralement donné à l'aînée des membres du groupe, ou à la plus âgée des plus anciennes membres. La leader n'occupe qu'un rôle symbolique de porte-parole du groupe, ne prenant aucune décision. Le titre de sub-leader est parfois attribué, à la cadette du groupe ou à une des plus anciennes, destinée à seconder la leader et à lui succéder à son départ du groupe.
1. Yūko Nakazawa (aînée), de janvier 1998 à avril 2001 ; pas de sub-leader.
2. Kaori Iida (aînée des plus anciennes), d'avril 2001 à janvier 2005 ; sub-leader : Kei Yasuda (aînée), puis Mari Yaguchi (cadette) en mai 2003.
3. Mari Yaguchi (aînée), de janvier 2005 à avril 2005 ; sub-leader : Hitomi Yoshizawa (cadette des plus anciennes membres).
4. Hitomi Yoshizawa (aînée des plus anciennes), d'avril 2005 à mai 2007 ; sub-leader : Miki Fujimoto (aînée).
5. Miki Fujimoto (aînée), en mai 2007 ; sub-leader : Ai Takahashi (cadette).
6. Ai Takahashi (aînée), de juin 2007 à septembre 2011 ; sub-leader : Risa Niigaki (cadette).
7. Risa Niigaki (aînée), d'octobre 2011 à mai 2012 ; pas de sub-leader.
8. Sayumi Michishige (aînée), de mai 2012 à novembre 2014 ; sub-leader : à partir de mai 2013, Mizuki Fukumura et Haruna Iikubo (cadettes).
9. Mizuki Fukumura (aînée des plus anciennes) de novembre 2014 à novembre 2023 ; sub-leader : Haruna Iikubo (aînée) et Erina Ikuta (cadette), puis Ayumi Ishida (cadette) qui remplacera Haruna Iikubo en décembre 2018.
10. Erina Ikuta (aînée des plus anciennes) depuis novembre 2023 à juillet 2025; sub-leader : Ayumi Ishida (cadette) et Sakura Oda (cadette).
11. Miki Nonaka (aînée des plus anciennes) depuis juillet 2025; sub-leader : Sakura Oda (cadette) et Maria Makino (cadette).

### Sous-groupes
- Tanpopo (1998-2003)
- Petit Moni (1999-2003)
- Mini Moni。(2000-2004)
- Pocky Girls (2002)
- Venus Mousse (2002)

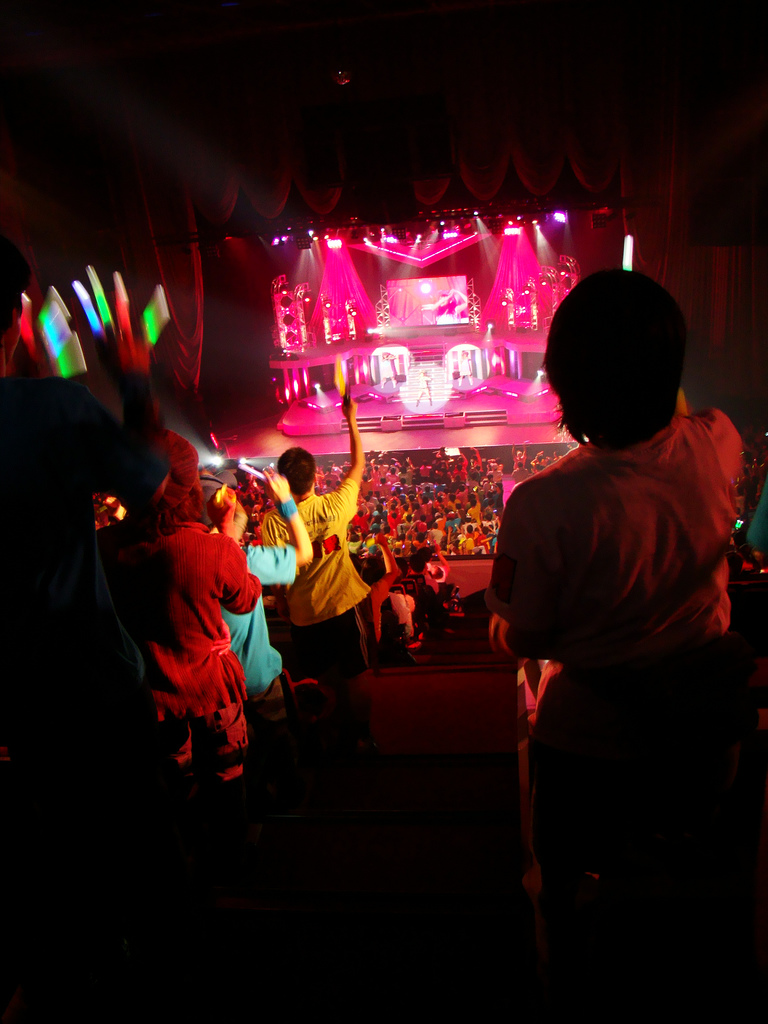
Vue de fans en concert

- Morning Musume。Otome Gumi (2003-2004)
- Morning Musume。Sakura Gumi (2003-2004)
- W (Double You) (2004-2005)
- Eco Moni。(2004-2007)
- Morning Musume。Tanjō 10nen Kinentai (2007)
- Tsukishima Kirari starring Kusumi Koharu (Morning Musume。) (2006-2009)
- Muten Musume。(Morning Musume。) (2010)
- Afternoon Musume (M-line club, 2010)
- Dream Morning Musume (M-line club, 2011)
- Morning Musume 20th (2017-2018)

## Filmographie
Films
- 30 septembre 1998 : Morning Cop - Daite Hold On Me! (モーニング刑事。～抱いてHOLD ON ME!～?)
- 20 mai 2000 : Pinch Runner (ピンチランナー?)
- 15 mars 2002 : Nama Tamago (ナマタマゴ?)
- 17 juillet 2002 : Tokkaekko (とっかえっ娘?)
- 31 décembre 2002 : Hamtaro the Movie 2 - Gekijo-ban Tottoko Hamutaro Ham-Ham Hamuja Maboroshi no Princess (劇場版とっとこハム太郎 ハムハムハムージャ！幻のプリンセス?)
- 21 juin 2003 : Koinu Dan no Monogatari (仔犬ダンの物語?)
- 5 février 2011 : Keitai Deka The Movie 3 : Morning Musume Kyuushutsu Daisakusen! ~ Pandora no Hako no Himitsu~ (ケータイ刑事　ＴＨＥ　ＭＯＶＩＥ３　モーニング娘。救出大作戦！～パンドラの箱の秘密?)
- 12 novembre 2011 : Sharehouse (シェアハウス?)

Dramas
- avril à juin 1998 : Taiyō Musume to Umi (太陽娘と海?)
- 2002 : Ore ga Aitsu de Aitsu ga Ore de (おれがあいつであいつがおれで?)
- 2002 : Angel Hearts
- 2010 : Hanbun Esper (半分エスパー?)
- 2012 : Sūgaku Joshi Gakuen (数学♥女子学園?, ou Suugaku etc.)?)